# Meerssenerweg
De Meerssenerweg is een straat of weg in de Nederlandse stad Maastricht. De straat was vanouds een belangrijke uitvalsweg op de rechter Maasoever. Tot de openstelling van de A2 omstreeks 1960 was de Meerssenerweg onderdeel van de rijksweg Maastricht - Nijmegen (later N95). De straat kent een gemelleerde bebouwing uit de negentiende en twintigste eeuw.

## Naamgeving
De straatnaam Meerssenerweg werd op 7 september 1920 officieel vastgesteld, nadat de weg na de annexatie van 1 januari 1920 geheel op Maastrichts grondgebied was komen te liggen. De weg zelf is ouder. De Meerssenerweg is genoemd naar het dorp Meerssen, dat enkele kilometers ten noordoosten van Maastricht ligt. De aanduiding 'weg' geeft aan dat dit oorspronkelijk een landelijke weg was. Het huidige karakter van de weg is meer dat van een stadsstraat.

## Ligging
De Meerssenerweg ligt op de rechter Maasoever, geheel binnen de grenzen van de wijk Maastricht-Oost. Binnen deze wijk doorsnijdt de straat de buurten Wyckerpoort en Nazareth. Het zuidelijk deel van de straat vormt over een lengte van circa 100 meter de buurt- en wijkgrens met Wyck in Maastricht-Centrum. De straat is, vanuit het centrum gezien, eerst min of meer zuid-noord georiënteerd. Na de bocht bij de Professor Moserstraat zet de weg zich in noordoostelijke richting voort. De huisnummering verloopt van noord naar zuid, zoals gebruikelijk in Maastricht. Villa Kanjel aan het noordelijk uiteinde van de straat is dus nr. 1.
De circa 2,7 kilometer lange Meerssenerweg sluit in het zuiden aan op de Heerderweg en in het noorden op Mariënwaard. De weg loopt min of meer parallel aan de spoorlijnen Maastricht - Sittard en Maastricht - Heerlen tussen de stations Maastricht en Maastricht Noord. De Meerssenerweg telt aan de westzijde zes zijstraten. Van zuid naar noord: Akerstraat, Viaductweg, Kasteel Holtmeulenstraat, Balijeweg, Kanjelpad en Suissepad. Aan de oostzijde liggen twintig zijstraten: Scharnerweg, Professor Roerschstraat, Thorbeckeplantsoen, Professor Scholsstraat, Professor Nypelsstraat, Professor Dumoulinstraat, Professor Moserstraat, Professor Pasmansstraat, Generaal Simpsonstraat, Generaal Corlettstraat, Kolonel Millerstraat, Viaductweg, Kasteel Bleienbeekstraat, Kasteel Hartelsteinstraat, Kasteel Aldengoorstraat, Kasteel Daelenbroeckstraat, Kemenadeplein, Miradorplein, Kastelenpad en Groene Loper.

## Verkeer en inrichting
De breedte van de Meerssenerweg varieert tussen de vijftien en dertig meter, waarbij zowel het smalste deel (brug over de Kanjel) en de breedste delen zich in Nazareth bevinden. De straat bestaat uit een tweebaans rijweg, waar over de hele lengte verkeer in beide richtingen is toegestaan. Parkeren is op bepaalde plaatsen toegestaan in de aangegeven parkeervakken. In Nazareth zijn plaatselijk ventwegen aanwezig: aan de westzijde bij het Miradorplein; aan de oostzijde over bijna de hele lengte tussen Kasteel Bleienbeekstraat en Kastelenpad (met korte onderbrekingen bij de twee pleinen). Op de ventwegen geldt eenrichtingsverkeer. Fietsers maken verplicht gebruik van de ventwegen. Elders zijn vrij liggende fietspaden aanwezig.

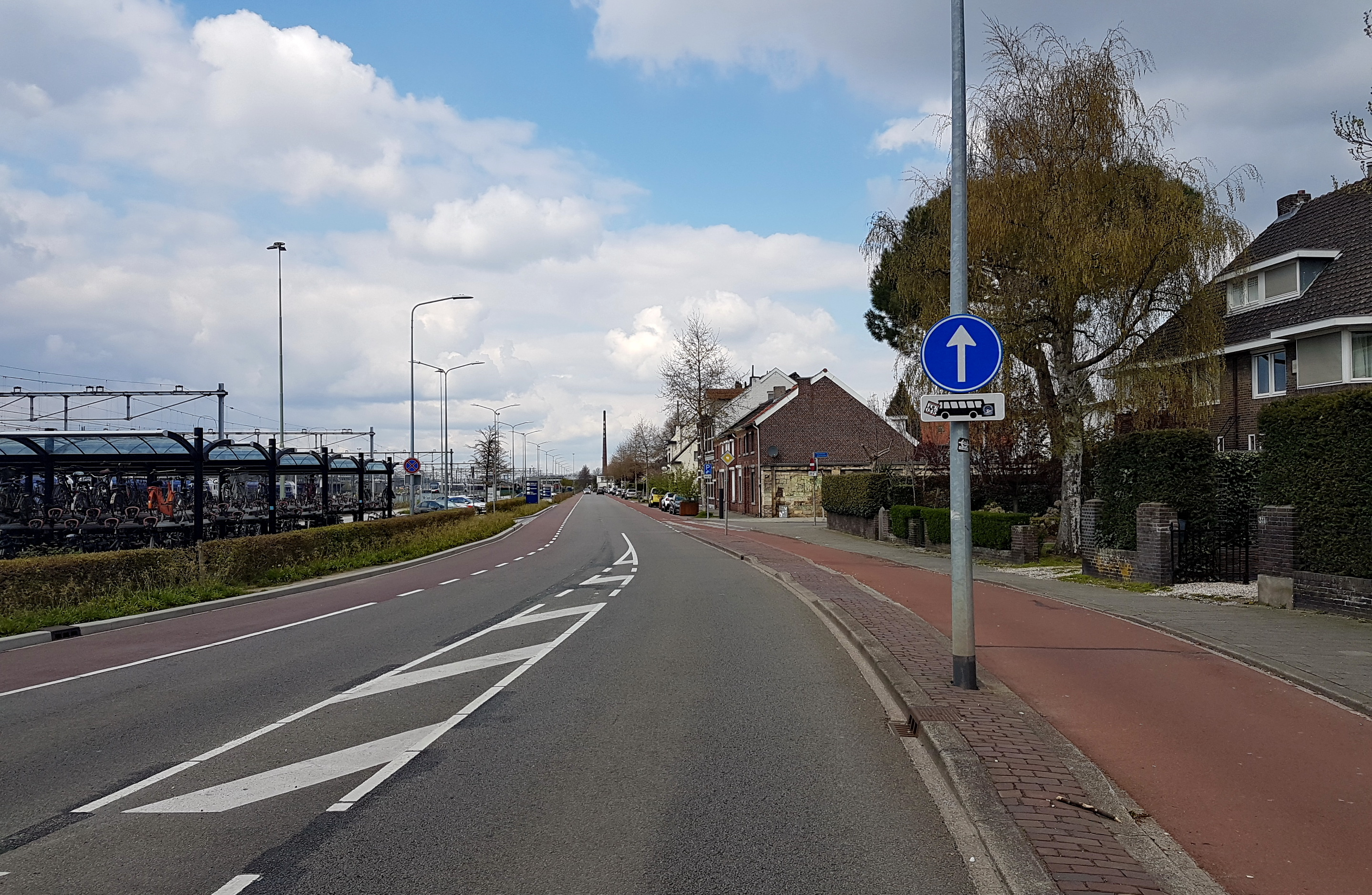
De Meerssenerweg ter hoogte van de fietsenstalling en het P+R-terrein (2021)

Het wegdek van de Meerssenerweg bestaat uit asfalt, met uitzondering van de ventwegen en de parkeerstroken, die een klinkerbestrating hebben. De fietspaden hebben rood asfalt. De trottoirs zijn geplaveid met betontegels. De kruising met de Akerstraat / Scharnerweg is begin jaren 1960 gedeeltelijk vervangen door de Scharnertunnel; de ventwegen aan weerszijden van de tunnel zijn nog direct met de Meerssenerweg verbonden. De kruising met de drukke Viaductweg is sinds 2014 eveneens deels ongelijkvloers, waarbij het doorgaande verkeer op de Viaductweg over de viaducten Noorderpoort Zuid en -Noord wordt geleid. De kruising met de Balijeweg en Kemenadeplein is ingericht als rotonde. Zebrapaden, telkens voorzien van vluchtheuvels, bevinden zich bij de Scharnerweg, de passerelle (loopbrug) bij het station, de Professor Pasmansstraat, de Kasteel Bleijenbeekstraat en de rotonde Balijeweg. Bij de kruisingen met de Groene Loper en het Suissepad zijn fietsoversteekplaatsen aangebracht, eveneens met vluchtheuvels, waardoor recreanten hier veilig kunnen oversteken.
Bushaltes voor Arriva stadsbus 3 (Wolder - Station Maastricht Noord) bevinden zich in 2023 ter hoogte van de Mosa-fabriek, het Kasteel Rijckholtplein, de Kasteel Holtmeulenstraat en het Kemenadeplein. Een busstation voor internationale bussen (FlixBus) bevindt zich bij de voetgangersbrug en de fietsenstalling ter hoogte van Station Maastricht. Daar ligt ook een P+R-parkeerterrein.
De Meerssenerweg heeft een vrij stenig karakter, ondanks het openbaar groen dat op veel plaatsen aanwezig is. In het zuidelijk deel zijn bomen en hagen geplant tussen de weg en het spoorwegemplacement. Aan de oostzijde zorgen bomen en private voortuinen voor een groenere uitstraling. Het gedeelte bij de Mosa-fabriek heeft het minste groen; wel staan hier enkele grote bomen. In Nazareth bevinden zich enkele grotere plantsoenen langs de Meerssenerweg (Kemenadeplein, Miradorplein, Kasteel Oostplein). Tussen de rijweg en de ventwegen staan hagen en hier en daar bomen. In het meest noordelijke deel van de Meerssenerweg is nauwelijks bebouwing aanwezig en heeft men zicht op het park van Villa Kanjel en de weilanden langs de Kanjelbeek. Dit deel, dat omstreeks 1997 werd ingericht als natuurgebied, behoort tot het Buitengoed Geul & Maas.

## Geschiedenis
Het gebied waar de Meerssenerweg doorheen loopt behoorde tot 1920 tot de gemeente Meerssen. De Meerssenerweg en de in het verlengde ervan liggende straten Mariënwaard en Kruisdonk werden voor die tijd aangeduid als Steenstraat. Ze waren onderdeel van de tussen 1840 en 1845 aangelegde rijksweg Maastricht - Nijmegen. De geschiedenis van de weg gaat echter veel verder terug.

### Voor 1794
De Meerssenerweg valt deels samen met de Via Belgica, de Romeinse heerweg van Tongeren naar Keulen. Deze boog vanaf de Romeinse brug van Maastricht af naar het noordoosten, in de richting van het Geuldal. Nabij het huidige viaduct Mariënwaard, waar de heerweg door het drassige gebied van de Kanjelbeek voerde, zijn eikenhouten funderingspalen aangetroffen van een brug of dam waar de weg overheen liep. Hier zijn tevens resten van een Romeins woonhuis en een twaalftal waterputten gevonden, wat wellicht duidt op een herberg met een drenkpunt voor paarden. Ook zijn in dit gebied aan weerszijden van de weg Romeinse crematiegraven aangetroffen. De vondst van middeleeuwse hoefijzers doet vermoeden dat de weg tot in de veertiende eeuw in gebruik is gebleven. In 2020 werd vlakbij, bij de kruising Meerssenerweg - Groene Loper, tegenover Villa Kanjel, een zogenaamde Via Belgica-bank geplaatst.
Een schetsmatige kaart uit 1585, waarop de begrenzing van het rechtsgebied van het graafschap van de Vroenhof wordt aangegeven, is de oudste kaart waarop de Meerssenerweg herkenbaar is afgebeeld (zie kaart hiernaast). Duidelijk is te zien dat het zuidelijk deel van de weg onder de jurisdictie van de Vroenhof viel en het noordelijk deel onder die van het Land van Valkenburg (hoofdbank Meerssen). Valkenburg behoorde in 1585 nog tot de Spaanse Nederlanden; een eeuw later was het onderdeel van Staats-Overmaas. Tegelijkertijd bezat de stad Maastricht de jurisdictie over de buitengebieden die binnen de zogenaamde banmijl lagen, terwijl de tienden in veel gevallen toekwamen aan het kapittel van Onze-Lieve-Vrouwe of de pastoor van Wyck. Overigens was het onderhoud van de weg een taak van de eigenaren van de aangrenzende percelen.

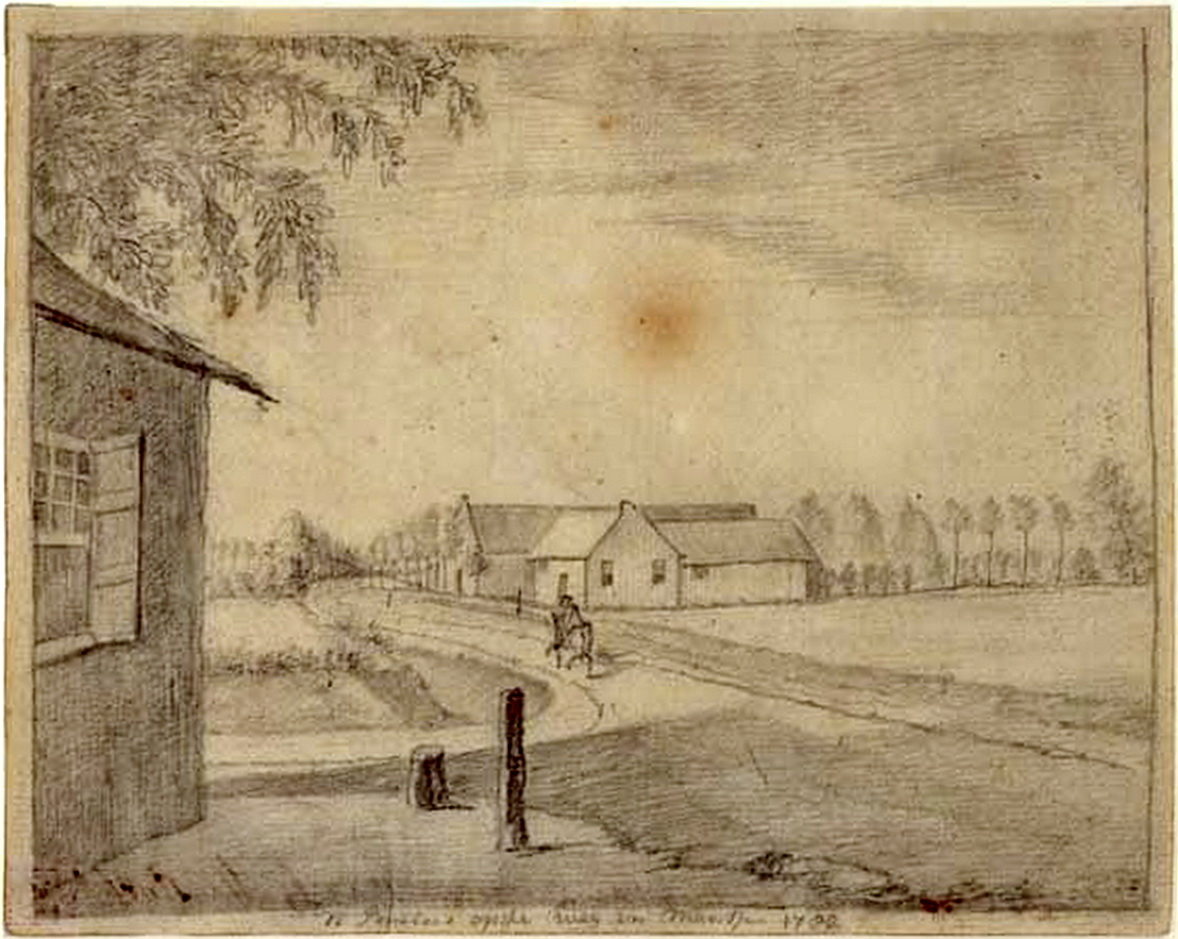
Hoeve "De Populier" in 1782

Het gebied waar de weg doorheen liep wordt op oude, meest negentiende-eeuwse kaarten aangeduid als Wyckerveld, Kerkveld, Merkenveld, Op de Steenstraat, Het Broek en/of Geusselter Broek. Opvallend is dat er nauwelijks bebouwing was. De weg liep door een drassig gebied tussen de Maas in het westen en een oude Maasarm in het oosten. Die Maasarm fungeerde tussen Heugem en Limmel als overlaat bij hoge waterstanden. De Meerssenerweg, en andere wegen die door het winterbed liepen, stond om die reden geregeld onder water. Het herstel van de waterschade was telkens een kostbare aangelegenheid. Pas op enkele kilometers van de stad begon de eerste bebouwing bij de kruising met de weg van Limmel naar Kasteel Geusselt (ter hoogte van de huidige rotonde Balijeweg), zoals te zien is op de hiernaast afgebeelde kaart van het beleg van 1748. Een nog bestaande hoeve nabij dit kruispunt werd al in 1478 vermeld als "de hoge Swaen". Een andere(?), in deze omgeving gelegen herenhoeve heette "De Populier/Populair" en is te zien op een ongesigneerde tekening uit 1782.

### Negentiende eeuw
De HisGiS-kaart, een interactieve viewer die de kadastergegevens van 1842 projecteert op historische kaarten of hedendaagse luchtopnames, is een belangrijke bron voor de negentiende-eeuwse geschiedenis van Maastricht en omgeving. Zo is te zien dat de Meerssenerweg in die tijd hetzelfde tracé volgde als tegenwoordig, met uitzondering van het zuidelijk deel, dat door de aanleg van de spoorwegen iets opgeschoven is in oostelijke richting. De weg had in 1842 slechts twee zijstraten. Tussen Limmel en Amby liep een weg die de Meerssenerweg ter hoogte van de rotonde Balijeweg kruiste. Nabij die kruising was een cluster bebouwing aanwezig: komende vanuit het zuiden lagen vóór de kruising aan de linkerkant twee herbergen, waarvan één met brouwerij; voorbij de kruising lagen aan de andere kant van de weg drie grote hoeven, waarvan er hierboven al twee vermeld zijn, en enkele kleinere panden. Ongeveer tegenover het huidige Meerssenerweg 11 lag nog een zijstraat, een laan die naar Kasteel Bethlehem leidde. Daarna volgde aan de rechterkant nog een eenzame boerderij, die waarschijnlijk verpacht was. Meer bebouwing was er anno 1842 niet. Vrijwel alle aan de Meerssenerweg grenzende percelen hadden een agrarische bestemming. Op een kaart van 1846 wordt de Meerssenerweg aangeduid als "Kiezelweg der 1e Klasse van Maastricht over Roermond naar Nijmegen".

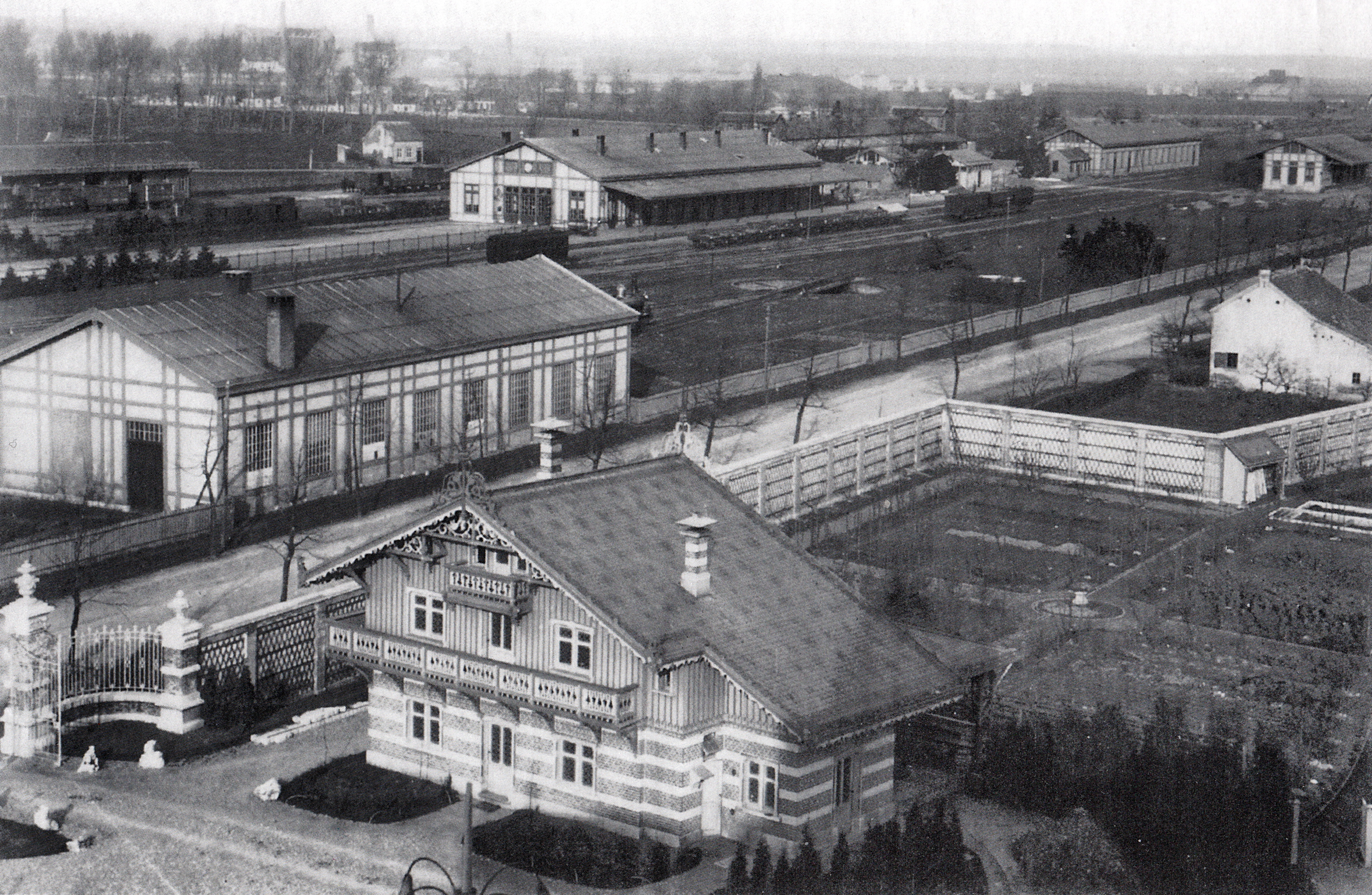
Gezicht op de Meerssenerweg en het spoorwegemplacement vanaf het torentje van Villa Wyckerveld (Th. Weijnen, 1882-'83)

In de tweede helft van de negentiende eeuw begon het karakter van de Meerssenerweg langzaam te veranderen, voor een deel als gevolg van de ondernemingslust van leden van de familie Regout. Allereerst werd van 1846 tot 1853 de spoorlijn Aken - Maastricht aangelegd, waarbij de reeds genoemde verschuiving van een deel van de Meerssenerweg plaats vond. Tegelijkertijd werd een nieuwe verbindingsweg, met spoorwegovergang, aangelegd tussen de Meerssenerweg en de weg van Maastricht naar Borgharen. Nadat in 1865 de spoorlijn Maastricht - Venlo was voltooid, verrees direct aan de Meerssenerweg een grote werkplaats van Staatsspoorwegen in chaletstijl. De stationsgebouwen van de diverse spoorwegmaatschappijen lagen meer naar de Maastrichtse kant, alhoewel ook op Meerssens grondgebied. De voornaamste spoorwegovergang lag in vogelvlucht gezien in een min of meer rechte lijn vanaf de Maasbrug en sloot aan op een knooppunt van belangrijke uitvalswegen, waarvan de weg naar Meerssen er een was. Na de doorbraak van de Percée en de aanleg van Wycker Brugstraat en Stationsstraat werd dit een rechtstreekse verbinding. De opheffing van de vestingstatus van Maastricht op 29 mei 1867 had relatief weinig gevolgen voor de Meerssenerweg, aangezien de te slopen vestingwerken aan de andere kant van het spoor lagen. Wel werden de bouwvoorschriften opgeheven die van toepassing waren geweest op het deel van de weg dat binnen het schootsveld van de vesting lag. Voortaan was in dit gebied ook permanente bebouwing toegestaan.

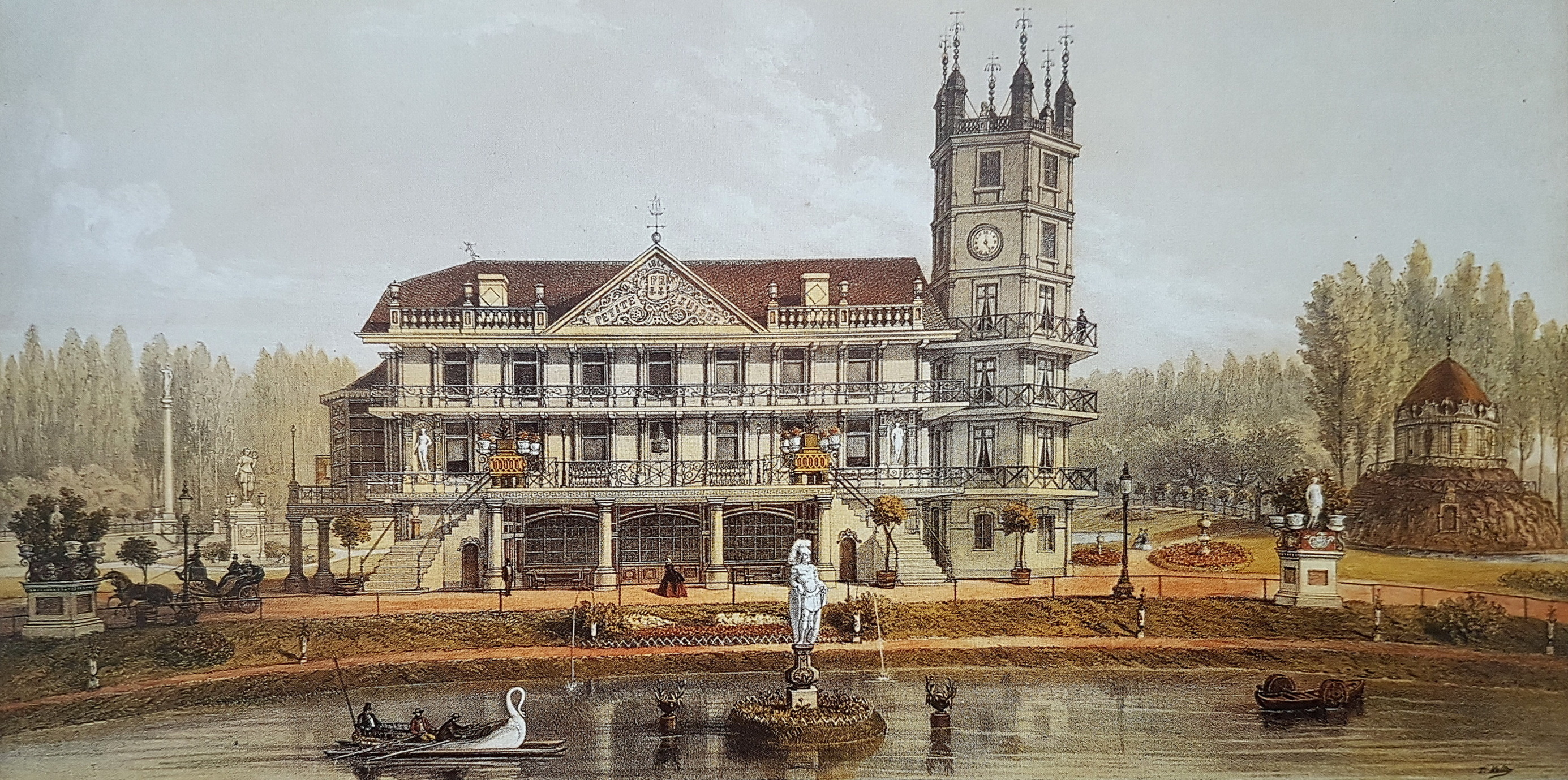
Het door Petrus Regout gebouwde hotel-restaurant La Petite Suisse. Prent uit ca. 1863

Het landelijke gebied ten noorden van Wyck was vanouds een  geliefde vestigingsplaats voor welgestelden uit Maastricht. Midden negentiende eeuw verwierf de industrieel Petrus Laurentius Regout enkele van deze landgoederen (Vaeshartelt in 1851, La Grande Suisse / De Kanjel in 1862). Ten zuiden van La Grande Suisse liet hij in 1860 een maison de plaisance met lusthof bouwen, dat hij La Petite Suisse noemde en verhuurde als hotel-restaurant. Na zijn dood in 1878 liet zijn oudste dochter Mimi Weustenraad-Regout laatstgenoemd pand ingrijpend verbouwen tot een riant landhuis (Villa Kanjel, 1880). Aan het zuidelijk deel van de Meerssenerweg werd omstreeks dezelfde tijd een al even indrukwekkende villa gebouwd door een broer van Mimi, Eugène Regout (Villa Wyckerveld, 1879/1880). Enkele jaren later stichtte een andere broer, Louis (I) Regout, een nieuwe porselein- en aardewerkfabriek aan de Meerssenerweg (later Mosa, 1883), het begin van een industriële zone aan beide zijden langs het spoor.

### Twintigste eeuw

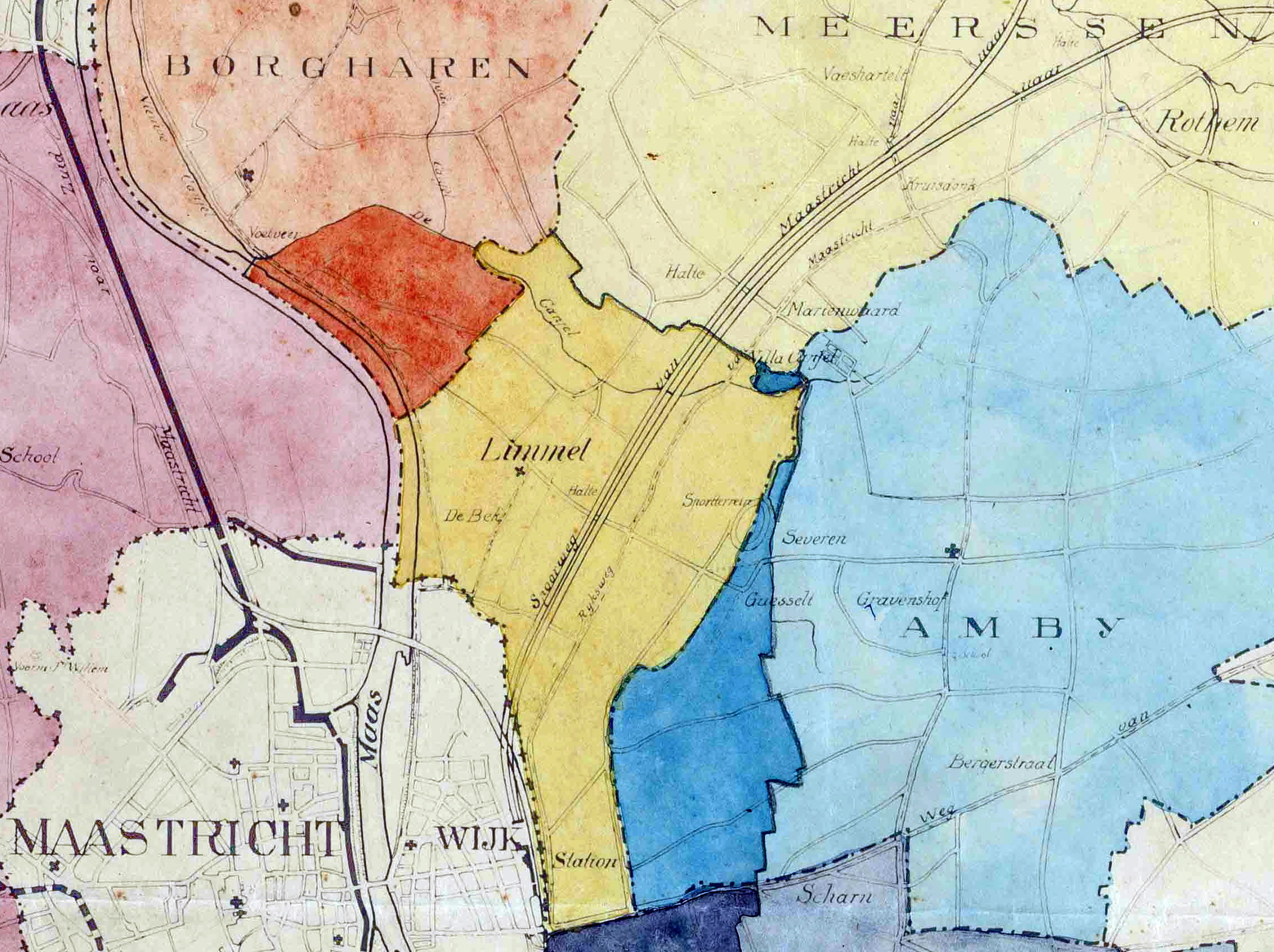
Kaart van de annexatie van 1920. In okergeel met aanduiding "Limmel": het toen geannexeerde deel van Meerssen. De Meerssenerweg ligt geheel binnen dit gebied

In het begin van de twintigste eeuw raakten de ontwikkelingen aan de Meerssenerweg in een stroomversnelling. In 1912 begon de bouw van Station Maastricht, dat een drietal verspreid liggende 'tijdelijke' stations moest vervangen. Het nieuwe station werd in de as van de Wycker Brugstraat en de Stationsstraat gebouwd, waarin ook Villa Wyckerveld lag. De spoorwegovergang bij Villa Wyckerveld kwam daardoor te vervallen. De nieuwe overweg tussen de Akerstraat en Scharnerweg werd meteen de drukste in Wyck. Voetgangers die wilden oversteken konden vanaf 1916 gebruik maken van een houten passerelle over het spoor, die vanaf de zuidzijde van het Stationsplein naar de Meerssenerweg voerde.
Meteen na de annexatie van delen van onder meer Meerssen, Amby en Heer op 1 januari 1920 gingen in Wyckerpoort enkele grootschalige bouwprojecten van start. Op de hoek van de Scharnerweg en de Heerderweg, en daarmee tevens het begin van de Meerssenerweg markerend, verrees vanaf 1921 de Koepelkerk in de stijl van het nieuwe bouwen. Ertegenover werd rond dezelfde tijd gebouwd aan een ambtenarenwijkje met een traditioneler uiterlijk (Marres & Sandhövel, 1921). Van de iets noordelijker gelegen Professorenbuurt is een ontwerptekening bewaard gebleven van dezelfde architecten. De arbeiderswoningen tegenover de Mosa dateren waarschijnlijk eveneens uit de jaren 1920. Ze waren omringd door fabrieksgebouwen van Mosa en een steenbakkerij. Elders bouwden particulieren woonhuizen tussen de bestaande bebouwing in, waardoor langs de weg een mengeling van lintbebouwing en geplande woningbouw ontstond. Tijdens de crisisjaren 1930 kwam een einde aan de voorheen regelmatig optredende overstromingen door de Maaswerken en het dempen van de Oude Maasarm rondom Wyck.
De Tweede Wereldoorlog liet ook aan de Meerssenerweg sporen na. Villa Kanjel was van 1941 tot 1944 een zogenaamd Mütterheim, een kraamkliniek voorbehouden aan vrouwen van Duitse militairen en (Nederlandse) NSB-leden. Bij een geallieerde luchtaanval op 9 september 1944 werden enkele huizen op de hoek Meerssenerweg-Professor Nypelsstraat getroffen. Daarbij kwamen zes mensen om het leven en raakten er tien zwaargewond. Na de bevrijding van Maastricht op 13 en 14 september 1944 was Villa Wyckerveld, waarin sinds 1911 een huishoudschool was gevestigd, enige tijd in gebruik als hospitaal en hoofdkwartier van het Regiment Stoottroepen Prins Bernhard. Een bronzen beeld in de tuin van de villa herinnert hieraan.

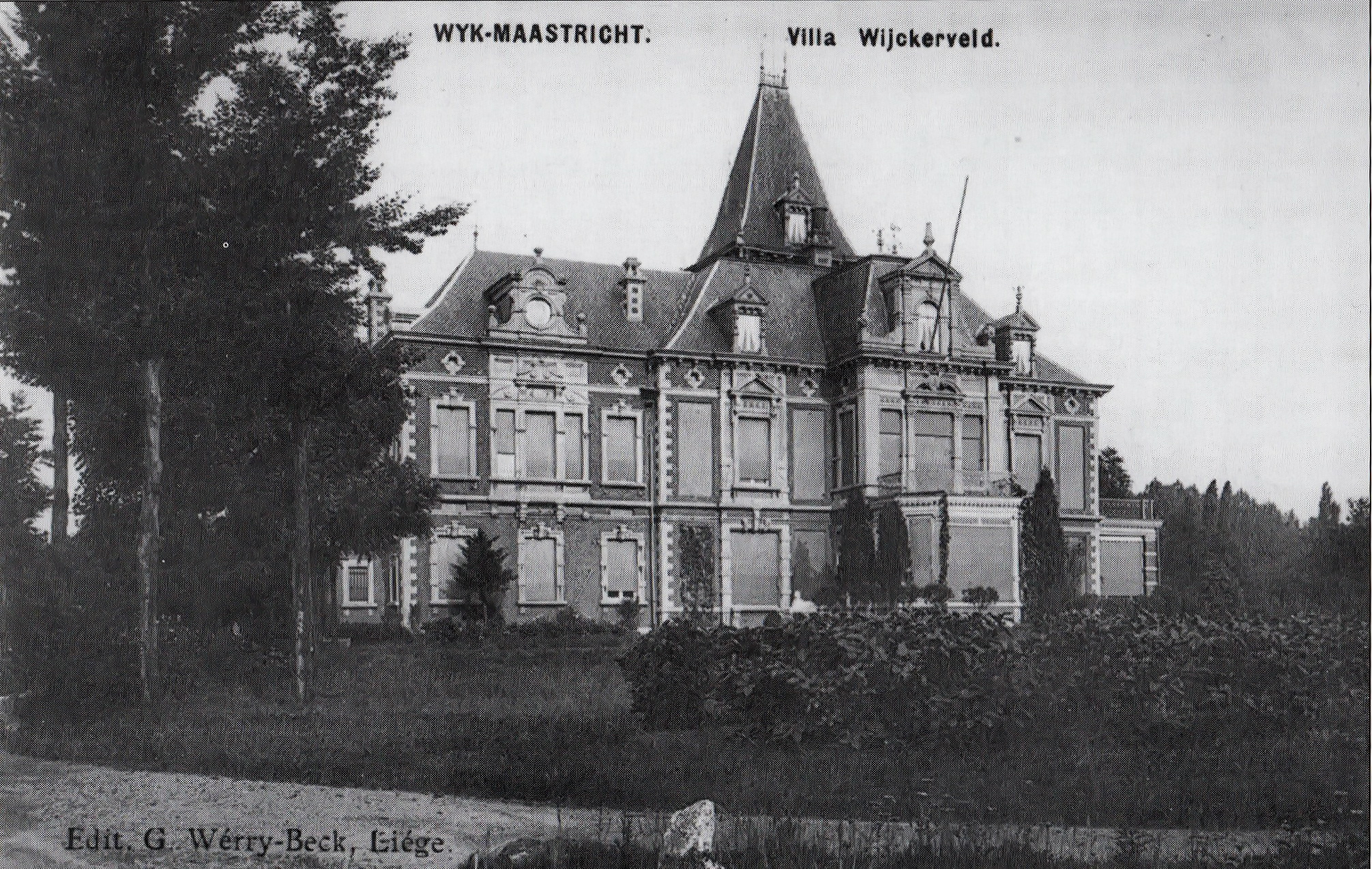
Villa Wyckerveld in betere tijden, ca. 1910
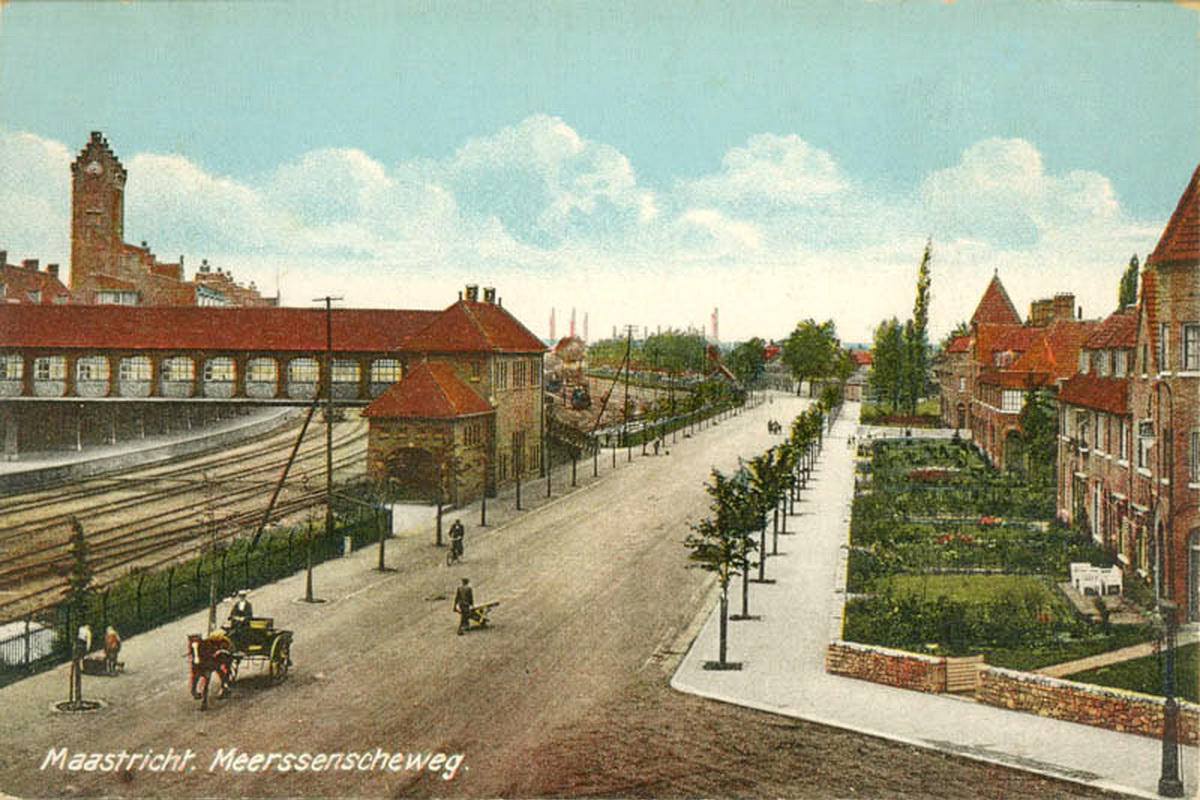
Passerelle en ambtenaren-woningen, ca. 1920-1925
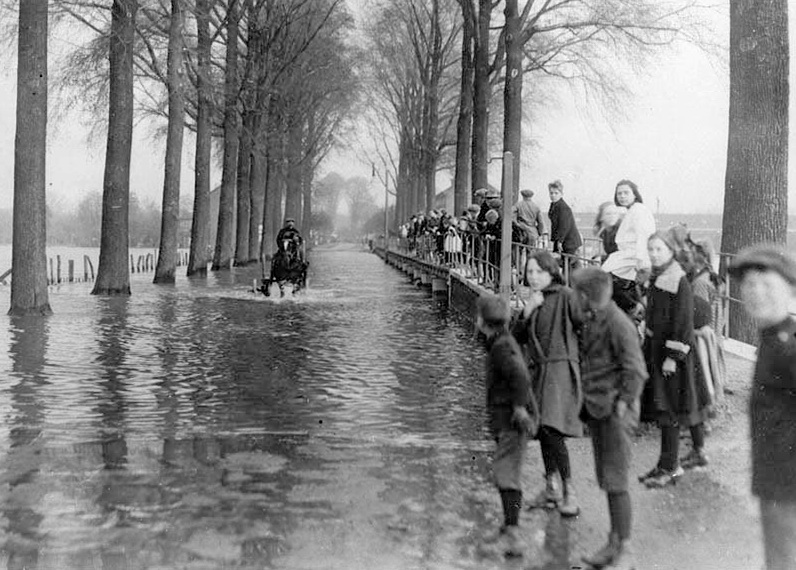
Hoogwater, 1926 (de loopbrug rechts lag er permanent)
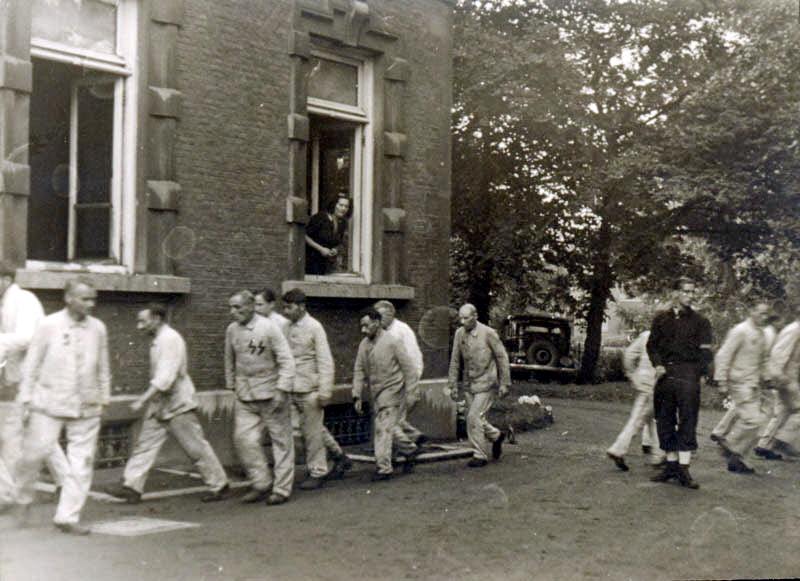
Tewerkgestelde collaborateurs bij Villa Wyckerveld, 1944

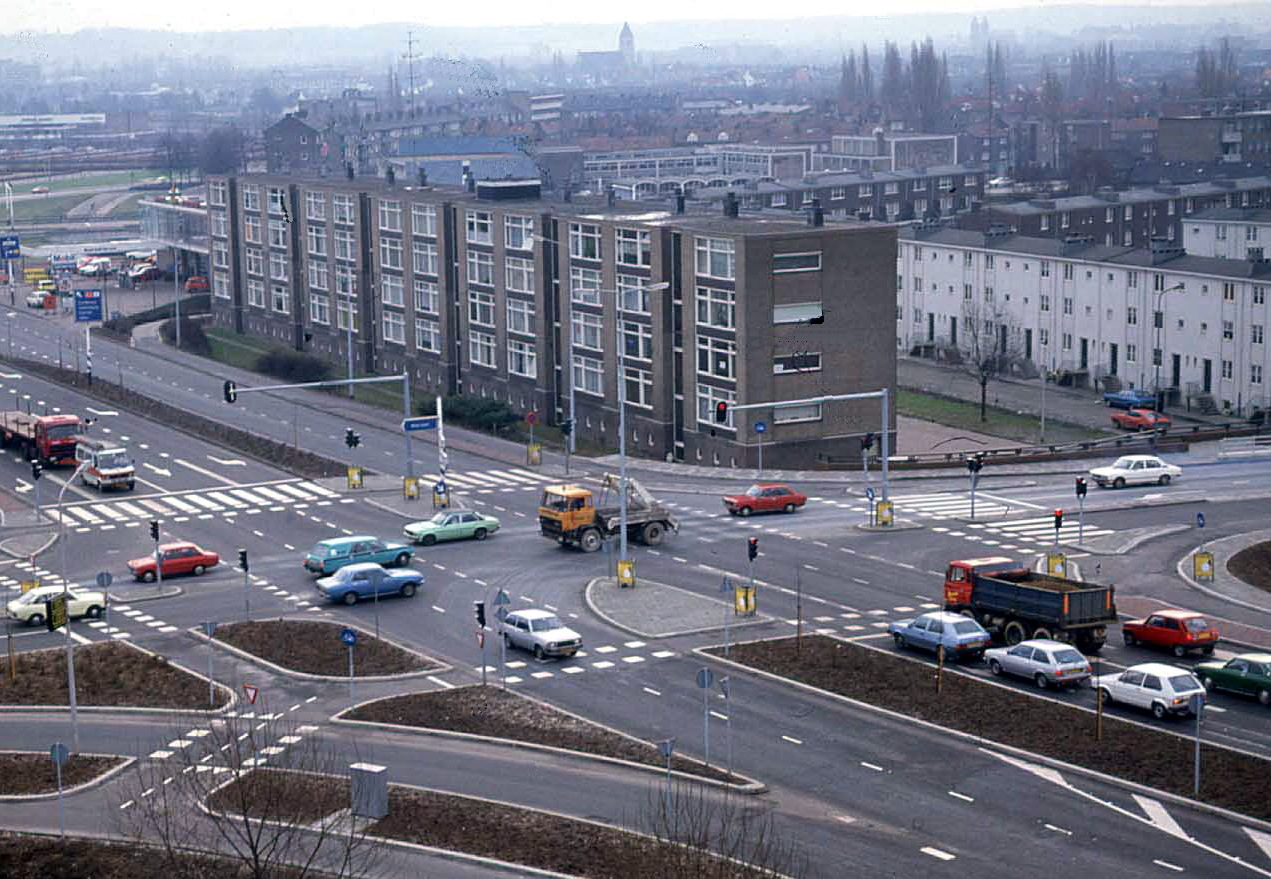
Gelijkvloerse kruising Meerssenerweg-Viaductweg, gezien naar het oosten (1982). In het midden een ca. 2014 gesloopt flatgebouw

Na de oorlog was er een enorme woningnood in Maastricht. In minder dan twee decennia (1946-1964) werden tienduizend woningen uit de grond gestampt, zowel op de westelijke als op de oostelijke Maasoever. Nazareth werd grotendeels tussen 1952 en 1956 gebouwd. Wyckerpoort-Noord volgde meteen daarna (Frans Dingemans, ca. 1956-1960). Een aantal van deze wederopbouwcomplexen, zowel in hoogbouw als laagbouw, grenst aan de Meerssenerweg, vooral aan de oostzijde van de straat. Verschillende andere complexen dateren uit de jaren 1970, '80 of '90. Als vreemde eend in de bijt bevond zich in de bocht van de Meerssenerweg, aan de westzijde op nr. 372, in de jaren 1950-1960 een café, later hotel-restaurant Bellevue. Vanaf 1967 tot 1989 was hier een gerenommeerd restaurant gevestigd, Old Hickory genaamd.
De openstelling van het Maastrichtse deel van de A2 in mei 1960, dan nog Rijksweg 75/E9 geheten, betekende voor de Meerssenerweg, tot die tijd onderdeel van de hoofdweg Maastricht-Sittard-Roermond (N95), een grote ontlasting. Van 1960 tot 1963 werd de Scharnertunnel aangelegd, bij de ingebruikname met een lengte van 424 meter (waarvan 91 meter overdekt), de langste spoorwegtunnel van Nederland. Onderdeel van deze eerste Maastrichtse tunnel was een afgescheiden voetgangerstunnel met zowel op het Stationsplein als aan de Meerssenerweg een markant entreegebouw van beton en glas, van binnen bekleed met badkamertegels. De oude passerelle werd daarna afgebroken (en in 1985 herbouwd). De officiële opening van de tunnel door gouverneur Frans Houben vond plaats op 4 juli 1963. Eveneens in 1963 vond een grote modernisering van de Mosa plaats, waarbij "een rij onooglijke huizen" tussen het bestaande fabriekscomplex en de Viaductweg plaats maakte voor een nieuwe expeditie-afdeling, met ruime aan- en afvoermogelijkheden voor vrachtauto's. Latere uitbreidingen van Mosa vonden voornamelijk plaats bij Limmel. In Nazareth werd omstreeks 1970 op de hoek van de Meerssenerweg en de Kasteel Holtmeulenstraat een sociale werkplaats ingericht. In 1986 werd dit zogenaamde WAAM-gebouw een bedrijfsverzamelgebouw, sinds 2006 is het een ateliergebouw.

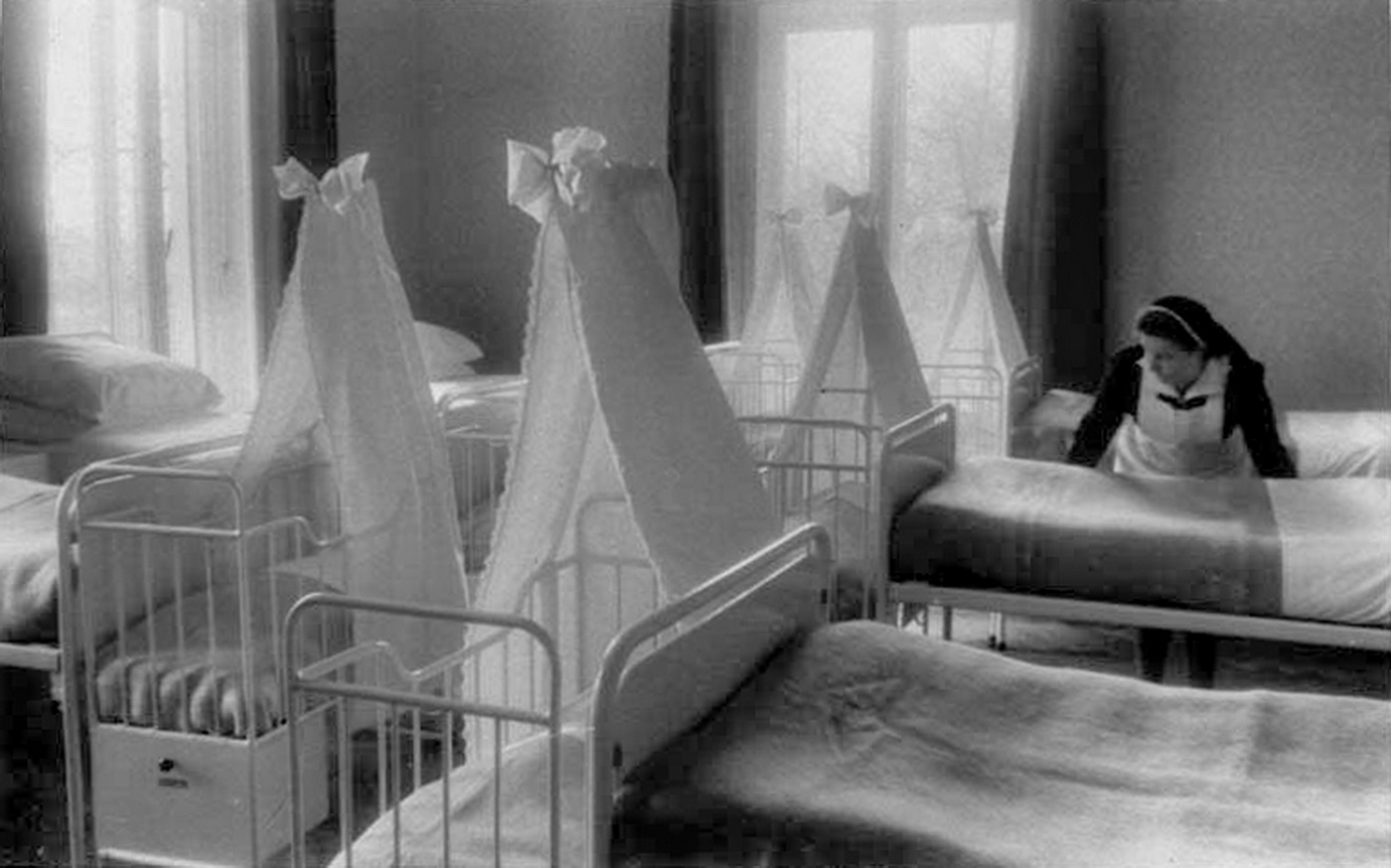
Villa Kanjel als kraaminrichting, 1947
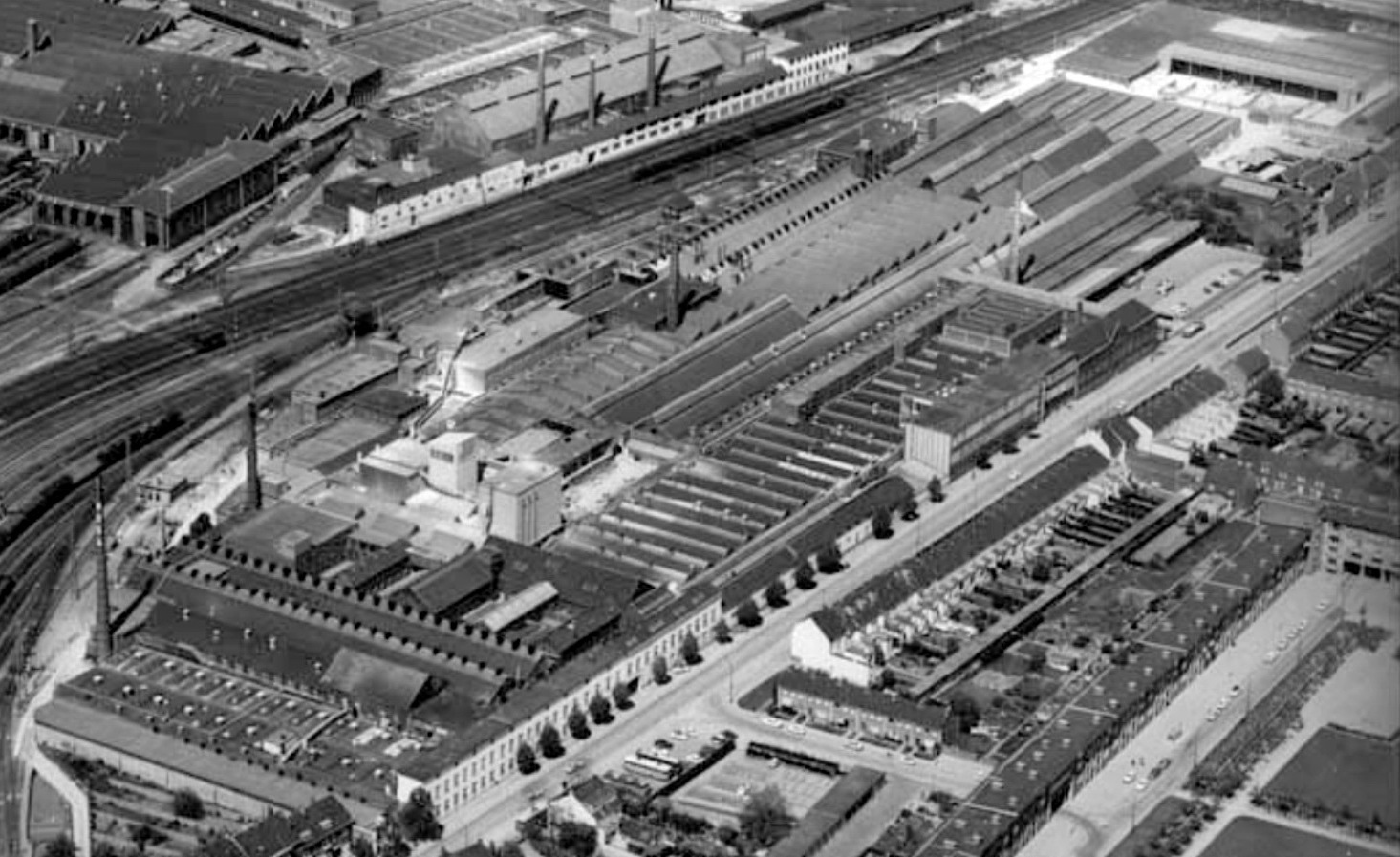
Spoorweg-, fabrieks- en wooncomplexen, 1966
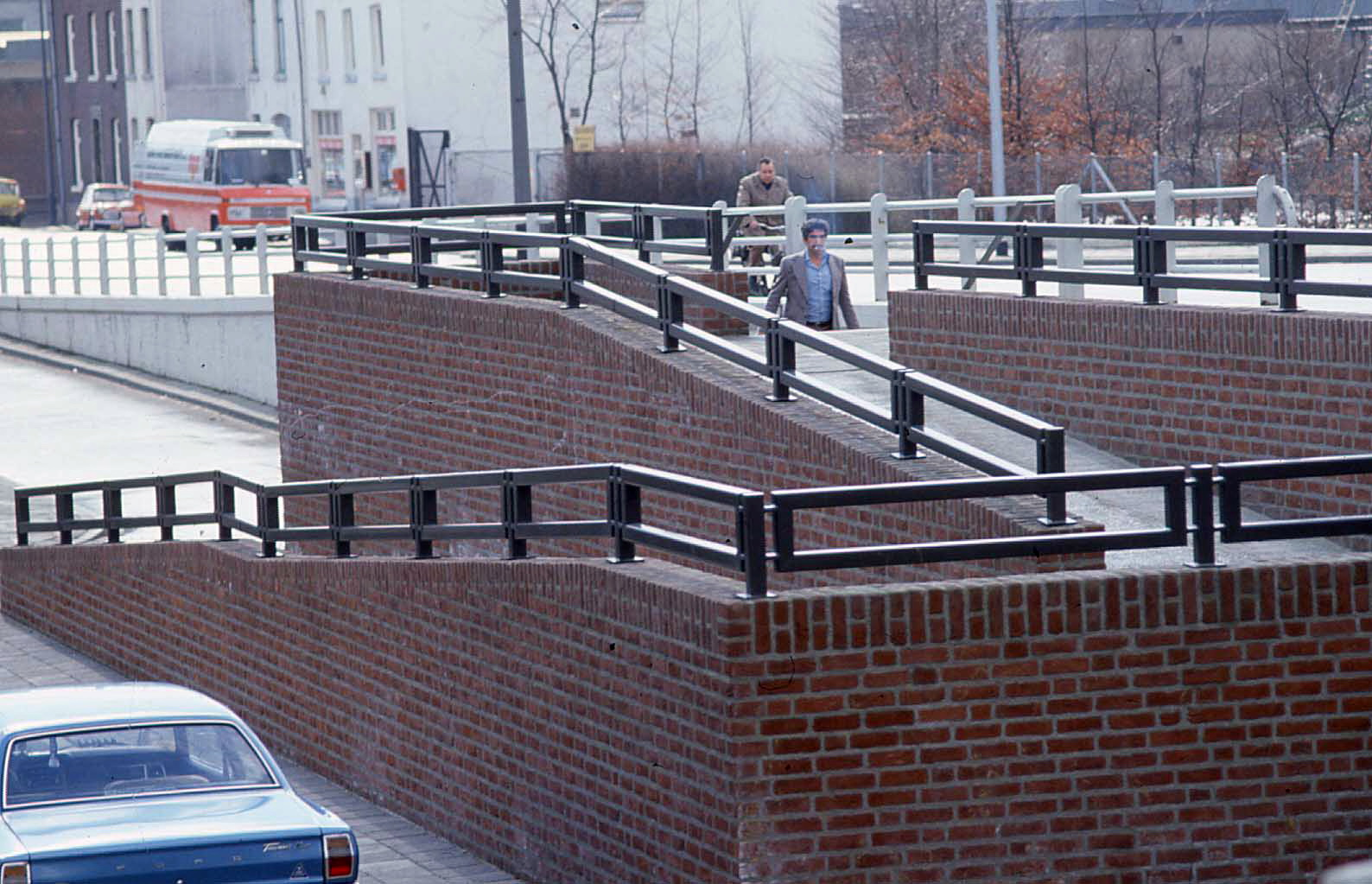
Trappartij en hellingbaan naar Viaductweg, 1982
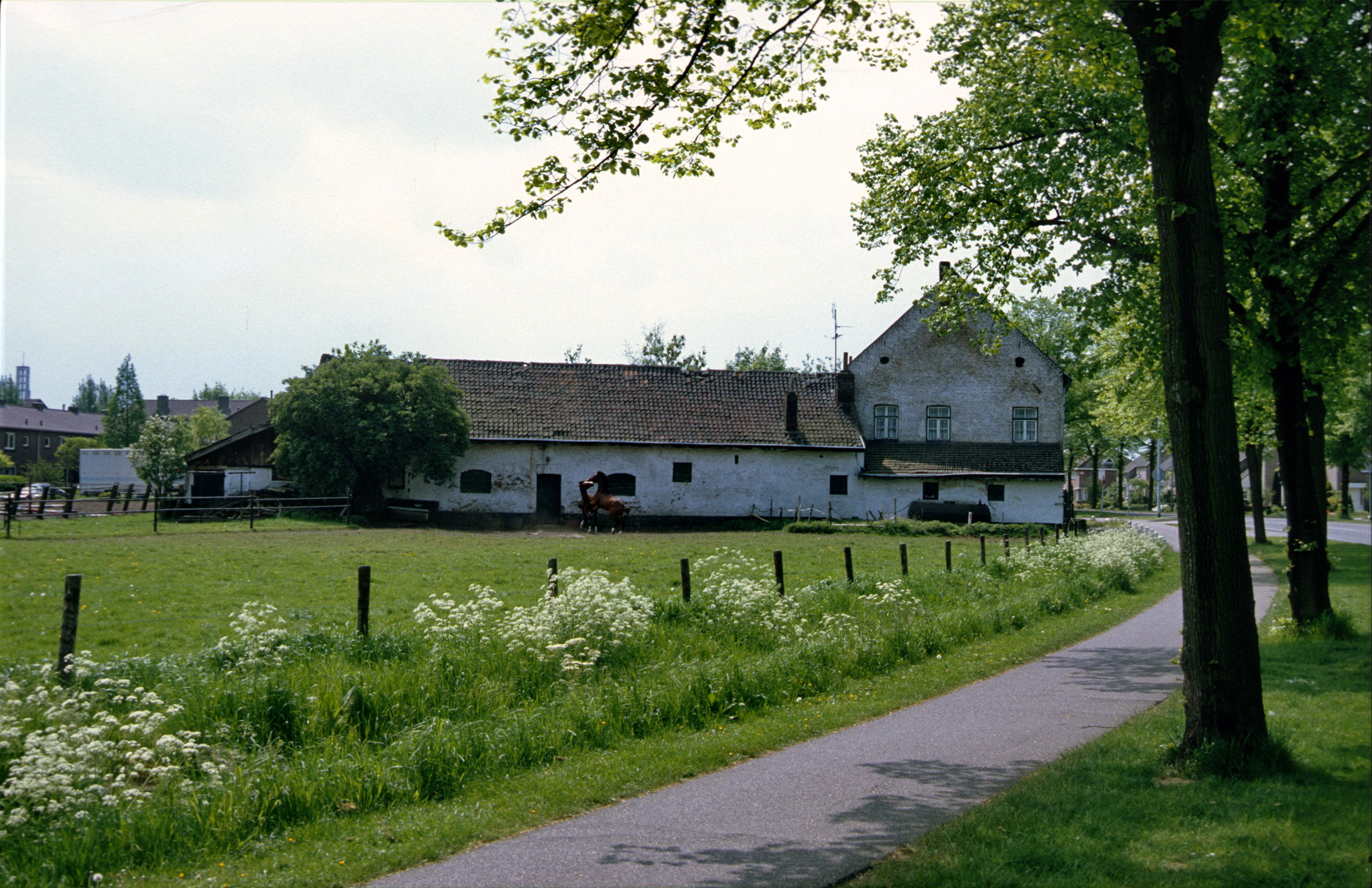
Gesloopte boerderij Meerssenerweg 3, 1993

### 21e eeuw
Aan het begin van de 21e eeuw verkeerden de Meerssenerweg en omgeving in minder goede staat. In 2007 werden Wyckerpoort en Nazareth, samen met Wittevrouwenveld en Limmel, door minister Ella Vogelaar van Wonen, Wijken en Integratie op een lijst van veertig zogenaamde 'vogelaarwijken' gezet. Het doel was om deze 'probleemwijken' extra aandacht te geven en om te vormen tot 'prachtwijken'. Als reactie hierop presenteerde de gemeente Maastricht in 2011 het wijkontwikkelingsplan (WOP) Limmel/Nazareth, dat tot doel had de twee buurten nieuwe kansen te geven, onder andere door de barrière van de spoorwegovergang op te heffen en een gezamenlijk nieuw winkel- en scholencentrum te realiseren. Nog in hetzelfde jaar werd de kruising Meerssenerweg/Kemenadeplein/Kasteel Verduynenstraat omgebouwd naar rotonde, wat de verkeersdoorstroming moest bevorderen, de veiligheid vergroten en tevens een aanloop was naar de volgende fase: de bouw van het spoorwegviaduct Balijeweg (in 2014).

In hetzelfde jaar 2014 werd iets verderop een ander viaduct – eigenlijk twee viaducten – gebouwd bij de kruising Meerssenerweg-Viaductweg. Deze gelijkvloerse kruising met verkeerslichten, de enige tussen de A2 en de Noorderbrug, zorgde al jaren voor verkeersoverlast op beide wegen. Gelijktijdig met de bouw van de Koning Willem-Alexandertunnel (2011-2016) werd ook de Viaductweg aangepakt, de belangrijkste route tussen de A2 en het centrum van Maastricht en de westelijke buitenwijken. Het kruispunt werd tijdens de reconstructie als het ware uit elkaar getrokken, waarbij de twee viaducten voor het doorgaande verkeer in westelijke of oostelijke richting op enige afstand van elkaar werden gebouwd. Een flatgebouw aan de kant van Wyckerpoort moest daarvoor worden afgebroken. Tussen de viaducten resteerde voldoende ruimte voor een gelijkvloers kruispunt, waardoor men vanaf de Meerssenerweg nog steeds alle richtingen kan kiezen. Na de ingebruikname van de Koning Willem-Alexandertunnel werd op het dak van de tunnel de Groene Loper aangelegd, een recreatieve route die is doorgetrokken naar de landgoederenzone ten noorden van Maastricht. De Groene Loper kruist de Meerssenerweg ten zuiden van Villa Kanjel.
Over de opheffing van de barrièrewerking van het parallel aan de Meerssenerweg lopende spoorwegemplacement, is in Maastricht al veel gepraat. Nog in 2018 liet ProRail weten dat een spoortunnel (zoals in Delft) niet tot de mogelijkheden behoort, vanwege de breedte van het emplacement in Maastricht, met name ten noorden van het station. Eind 2021 lanceerde de architect en stedenbouwkundige Jo Coenen, samen met de econoom en oud-rector magnificus van de Universiteit Maastricht Luc Soete, een plan voor de gedeeltelijke ondertunneling van de spoorzone. Onderdeel van "het helen van de Maastrichtse spoorbreuk", zoals Coenen en Soete het verwoordden, was het toevoegen van bebouwing aan de westzijde van de zuidelijke Meerssenerweg, waar nu nog de spoorlijn richting Luik loopt. Het plan, geheel op eigen initiatief en op persoonlijke titel, werd in 2022 gepresenteerd, onder andere met een expositie "Boven het spoor" in het Centre Céramique. Eind 2022 vroeg het gemeentebestuur aan ProRail om een nieuw haalbaarheidsonderzoek uit te voeren. In 2023 liet ProRail weten dat de geschatte kosten (minimaal 1,4 miljard euro) het plan onhaalbaar maken. Coenen en Soete lieten weten aan een goedkopere variant te werken.

## Architectuur, erfgoed
De bebouwing van de Meerssenerweg is gevarieerd en bestaat onder andere uit geschakelde, gestapelde en vrijstaande woonhuizen, enkele villa's en flatgebouwen, diverse winkels en horecapanden, een ateliergebouw en een fabriekscomplex. Aan beide zijden van de straat wisselen vooroorlogse en naoorlogse bebouwing elkaar af. De straat telt zeven rijksmonumenten en 25 gemeentelijke monumenten. In het hierna volgende overzicht worden de diverse straatdelen per buurt behandeld, van zuid naar noord.

### Wyckerpoort: westelijke straatwand

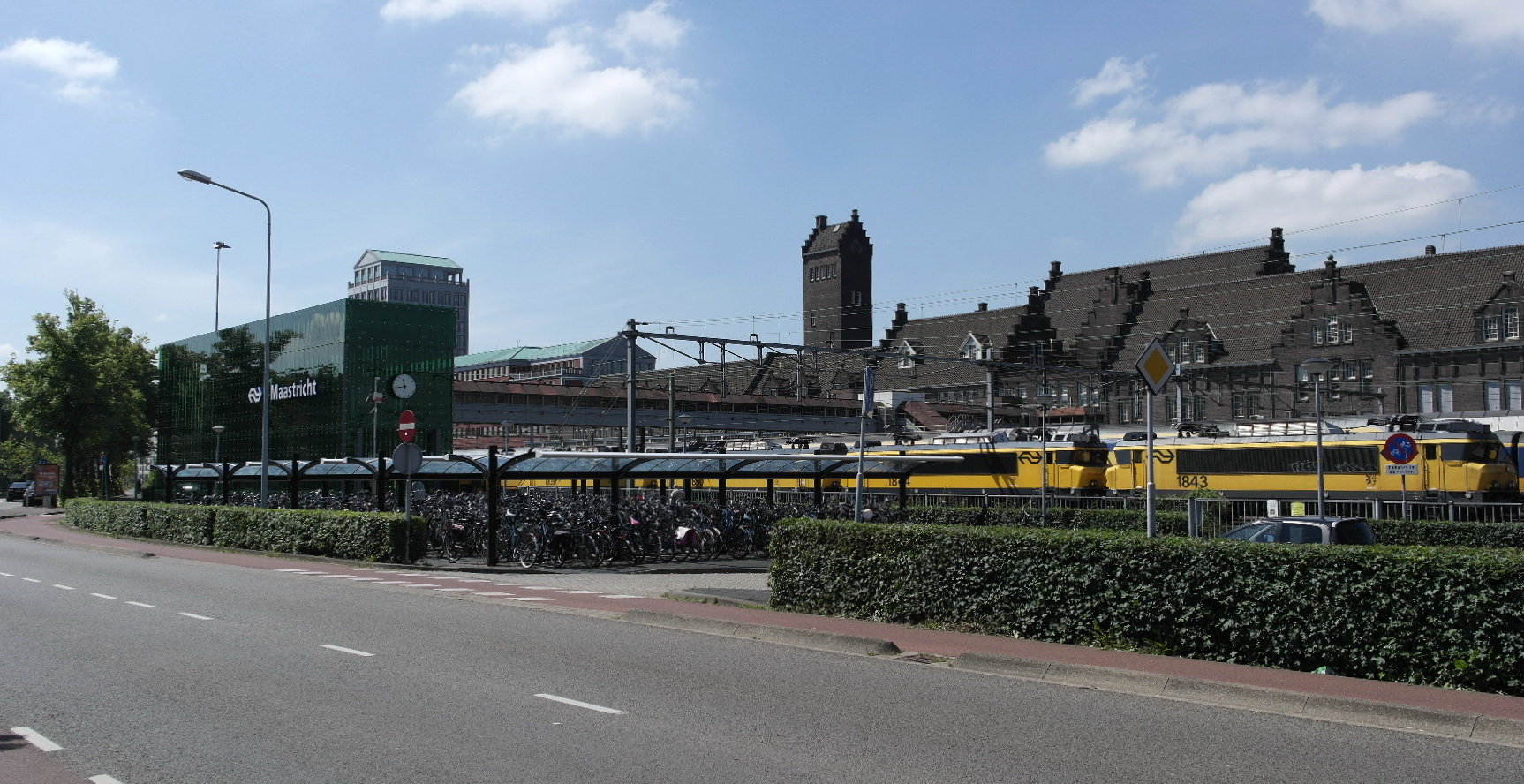
Fietsenstalling, passerelle, stationsgebouw en spoorwegemplacement, gezien vanaf de Meerssenerweg (2014)

Het zuidelijk gedeelte van de Meerssenerweg heeft aan de westzijde nauwelijks bebouwing omdat daar het spoorwegemplacement ligt. Het stationsgebouw uit 1913-1915 is naar het Stationsplein gericht. Naast de spoorwegovergang bevindt zich de oostelijke ingang van de voetgangerstunnel, die onderdeel is van de iets zuidelijker gelegen Scharnertunnel uit 1962, die sinds de bouw van de Koning Willem-Alexandertunnel uitkomt op de Groene Loper. Na de bouw van De Colonel werd de voetgangerstunnel omstreeks 2005 vernieuwd. Iets noordelijker ligt de passerelle uit 1983. Aan de kant van de Meerssenerweg werd daar in 2009-2010 een groen glazen entreegebouw aan toegevoegd.
Het pand Meerssenerweg 366 is een gemeentelijk monument en is een van de weinige woonhuizen aan deze kant van de weg, in het Wyckerpoortse deel. Het betreft een tussenwoning uit circa 1880 in eclectische stijl. De gevel is op de begane grond voorzien van een wit geschilderde bepleistering in een patroon van gebosseerde blokken. De eveneens wit gepleisterde plint wordt afgedekt door een hardstenen lijst. De eerste verdieping is opgetrokken in rode baksteen met gemetselde pilasters aan de zijkanten en gepleisterde vensteromlijstingen. Het middelste venster heeft een gedecoreerde sluitsteen. De gevel wordt afgesloten door een brede gestucte kroonlijst met decoratieve consoles.
Na de bocht in de Meerssenerweg neemt het fabriekscomplex van de Koninklijke Mosa het circa 560 m lange en 145 m brede perceel tussen de straat en de spoorweg in beslag. Enkele oudere gebouwen en twee fabrieksschoorstenen zijn gemeentelijke monumenten. Kenmerkend is de bijna 200 m lange, wit geschilderde baksteengevel van het zuidelijk bouwdeel, dat deels nog uit de late negentiende eeuw dateert. De verschillende hoogten geven aan dat dit bouwdeel in fasen tot stand kwam. Aansluitend bevindt zich een niet beschermd jonger bouwdeel, waarvan de baksteengevel ongeschilderd bleef. Het witte bouwdeel daarnaast is het kantoorgebouw uit de eerste helft van de twintigste eeuw. De middenrisaliet heeft een puntgevel met een trapsgewijs oplopend fries. Hier bevindt zich de entree. Het kantoorgedeelte heeft een schilddak met een steekkap. Van de vele schoorstenen die de fabriek ooit telde, zijn er nog twee over, uit 1925 en 1928. Beide zijn opgetrokken in rode radiaalbaksteen met ijzeren banden en de naam ‘MOSA’ in witgeschilderde, stalen letters.

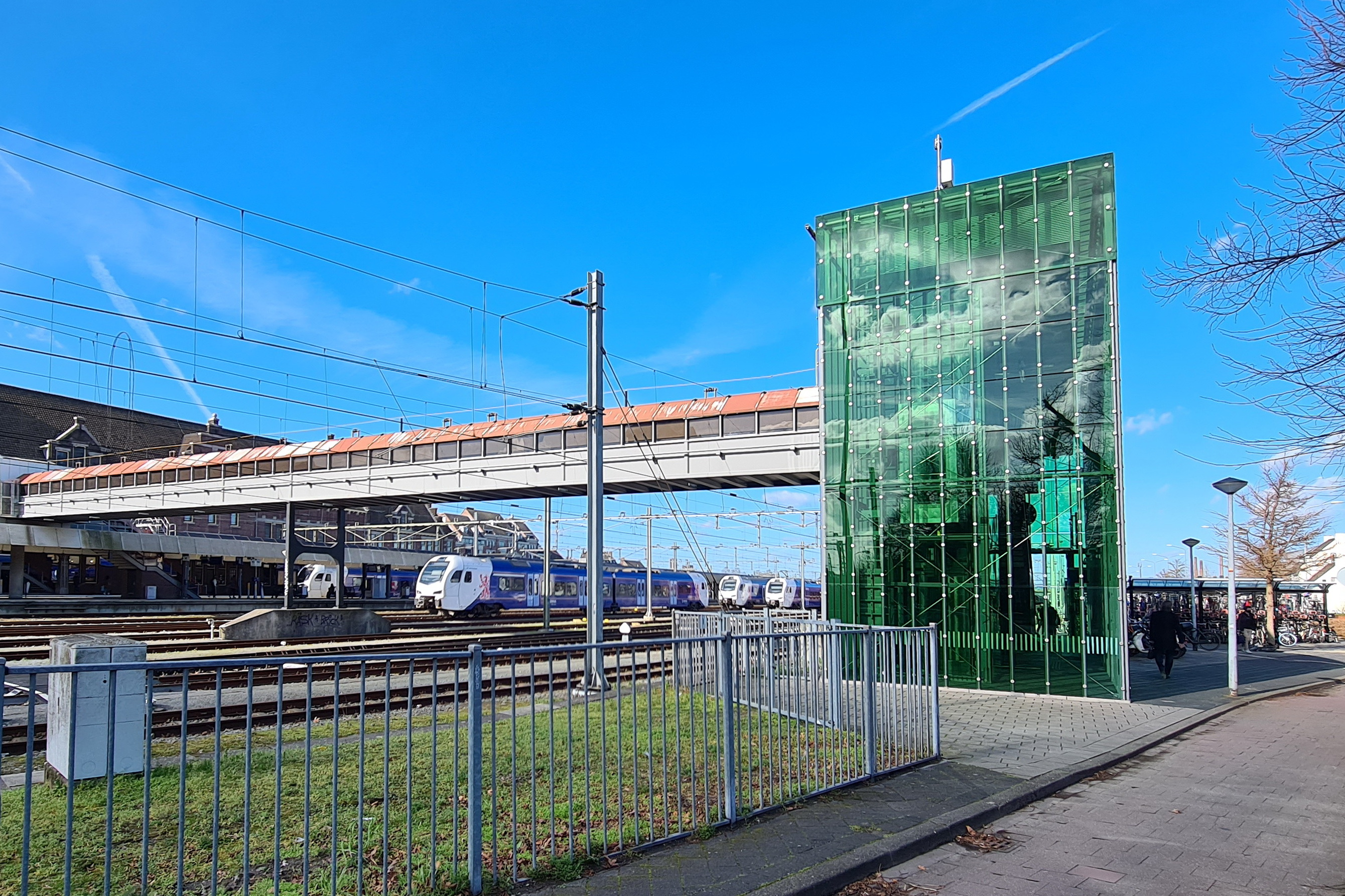
Passerelle en entreegebouw
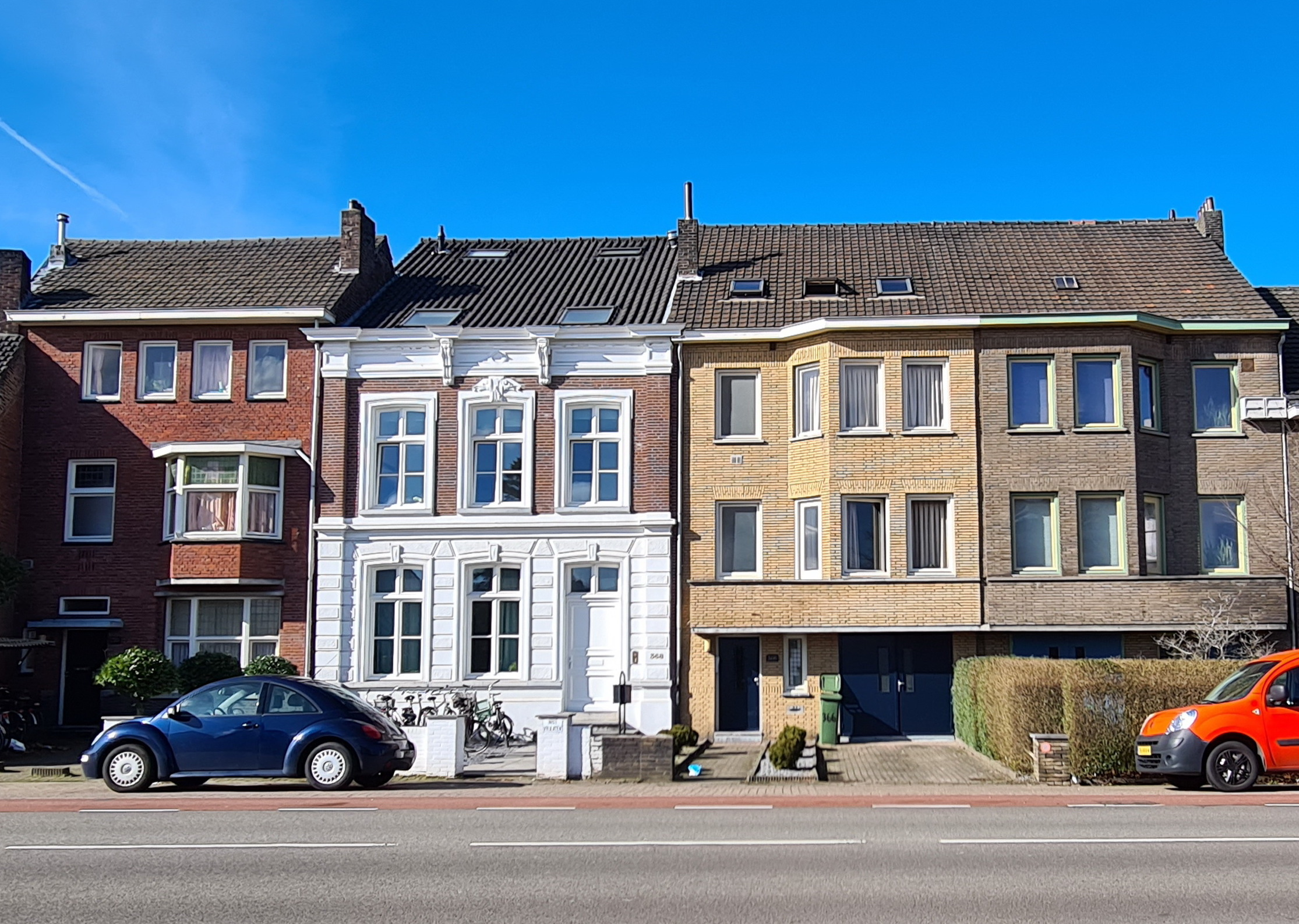
Meerssenerweg 364-370
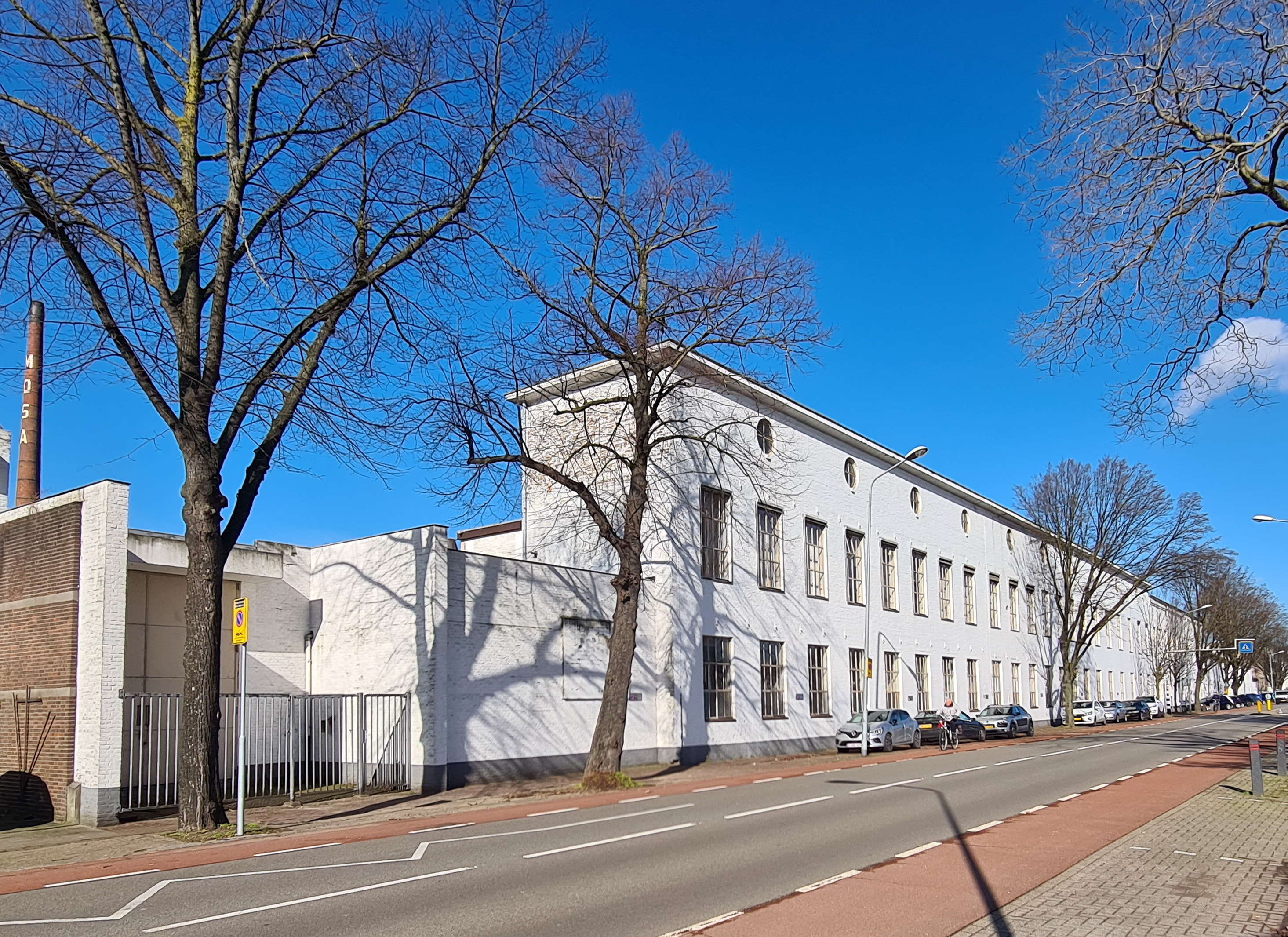
Fabriekscomplex Mosa
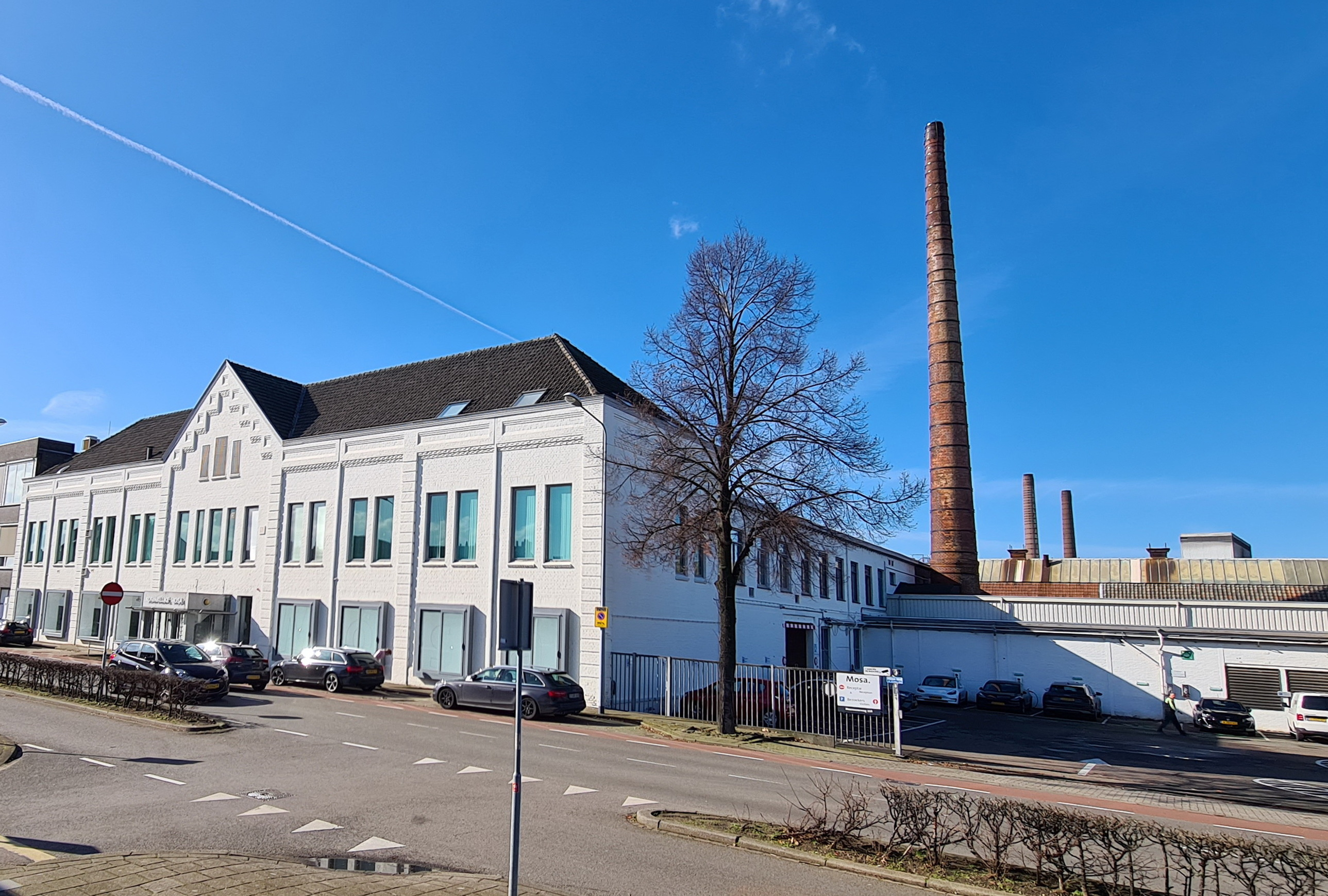
Idem, met fabrieksschoorsteen

### Wyckerpoort: oostelijke straatwand
Het complex van 66 zogenaamde 'ambtenarenwoningen', dat een heel en twee halve woonblokken op de hoek Meerssenerweg-Scharnerweg beslaat, kwam in 1920-1924 tot stand in opdracht van de woningbouwvereniging "Woningzorg". Het werd gebouwd naar een ontwerp van de architecten Victor Marres en Willem Sandhövel in een traditionalistische bouwstijl met expressionistische elementen. Anderhalf bouwblok grenst aan de Meerssenerweg, een rechthoekig blok met veertig woningen en een U-vormig complex met vijftien woningen, van elkaar gescheiden door de Professor Roerschstraat. Het complex telt veertien verschillende woningtypen, waarbij lijstgevels, puntgevels en achtkantige torentjes elkaar afwisselen. De bakstenen gevels zijn gemetseld in ketting- en halfsteensverband, verlevendigd met siermetselwerk. De hoek Scharnerweg-Meerssenerweg heeft twee torentjes, beide geflankeerd door puntgevels. Op het binnenterrein zijn de gemeenschappelijke schuurtjes, geplaatst op punten waar meerdere tuinen aan elkaar grenzen, eveneens beschermd. In 1987 en 1993 vond groot onderhoud plaats, waarbij het karakter van de huizen, inclusief de kenmerkende oranjerode dakpannen en de voortuinen met tuinmuren van Kunradersteen, bewaard bleef.

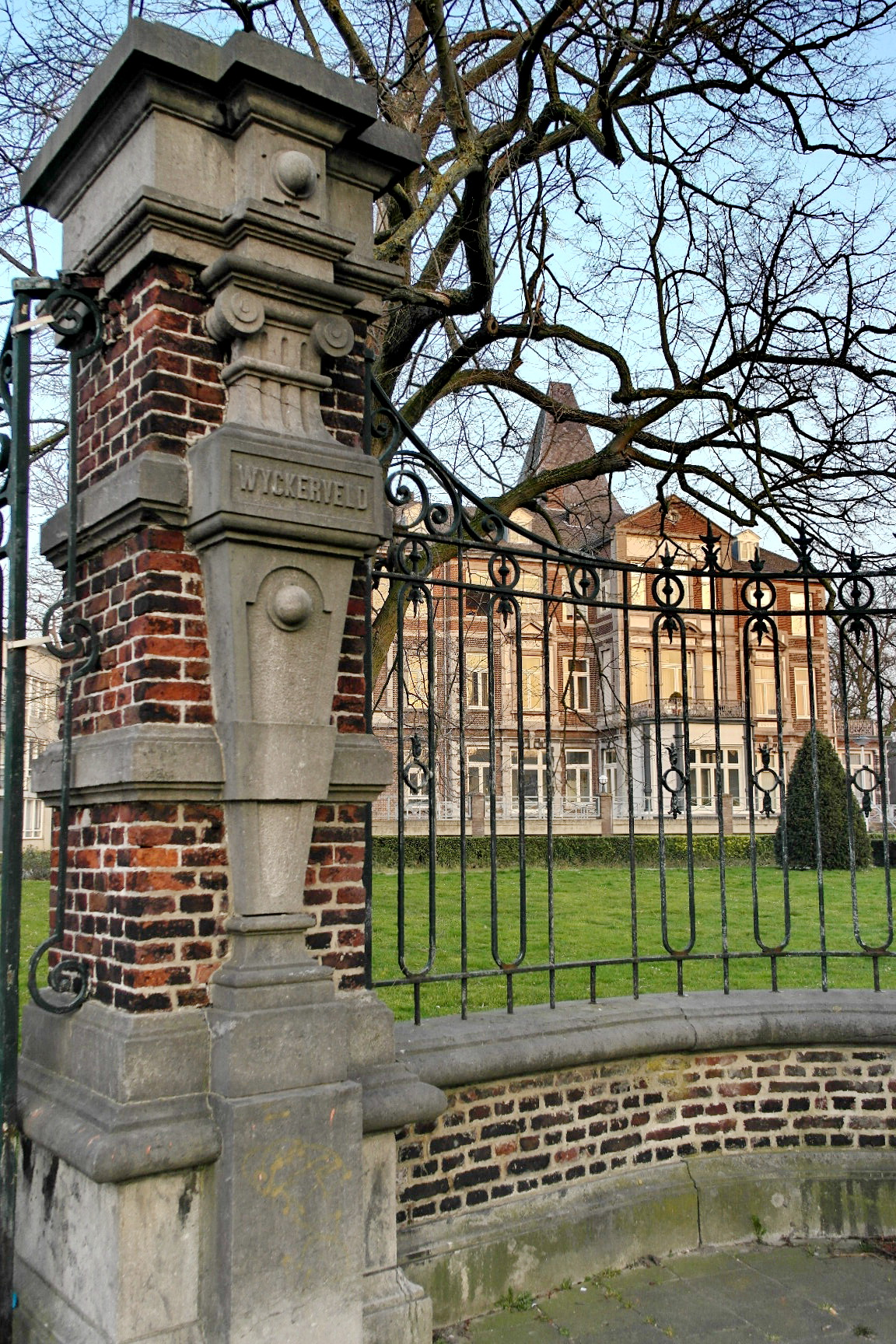
Detail toegangspoort Villa Wyckerveld (2014)

Villa Wyckerveld kwam in 1879-1880 tot stand naar een ontwerp van de Luikse architecten Julien en Denis-Joseph Rémont. Bouwheer was Eugène Regout, directeur van de Maastrichtsche Spijker- en Draadnagelfabriek v/h Thomas Regout & Co. Het gebouw telde oorspronkelijk twee bouwlagen, maar is in de tijd dat er een huishoudschool was gevestigd verhoogd met een derde bouwlaag. Hierdoor is het aanzicht sterk aangetast en komt bij voorbeeld de toren niet meer tot zijn recht. De gevels van donkerbruine baksteen bevatten hardstenen elementen: waterlijsten, geblokte hoeklisenen, architraven, deur- en vensteromlijstingen en ovale oculusvensters. Enkele vensters zijn versierd met driehoekige of segmentbogige frontons. Aan de zuidzijde bevindt zich een serre-uitbouw met daarboven een terras met een siersmeedijzeren balkonhek. Van de riante tuin in Engelse landschapsstijl, gelegen tussen Professor Roerschstraat, Meerssenerweg, Thorbeckeplantsoen, Noormannensingel en Professor Pieter Willemsstraat, is weinig meer over. Hier werden in de jaren 1920 en 1930 huizen gebouwd, in de jaren 1960 het Sint-Maartenscollege en in de jaren 1990 twee appartementengebouwen. Aan de Meerssenerweg staat een oorspronkelijke toegangspoort, bestaande uit twee gebogen muurtjes tussen vier pijlers met een dubbel smeedijzeren hek.
De twee dubbele villa's Meerssenerweg 307-313 in typische jarendertigstijl zijn gebouwd in het noordelijk deel van de tuin van Villa Wyckerveld (te zien aan de mergelstenen tuinmuur langs het Thorbeckeplantsoen). Nr. 307-309, 'Sonneheerdt' en 'Sonnevanck', is een gemeentelijk monument. Het betreft een dubbele, symmetrische villa uit 1930, opgetrokken uit donkerbruine baksteen en gedekt door een hoog opgaand schilddak. De brede dakgoten, de over twee verdiepingen uitgebouwde erker, de doorlopende luifel boven de voordeuren en de glas-in-lood bovenlichten zijn typerend voor die tijd.
Tegenover het Mosacomplex staat een rijtje arbeiderswoningen, vermoedelijk gebouwd in het begin van de twintigste eeuw voor werknemers van de fabriek. De eenvoudig vormgegeven huizen zijn net als de meeste fabrieksgebouwen wit geschilderd. De huizen hebben geen monumentale status.

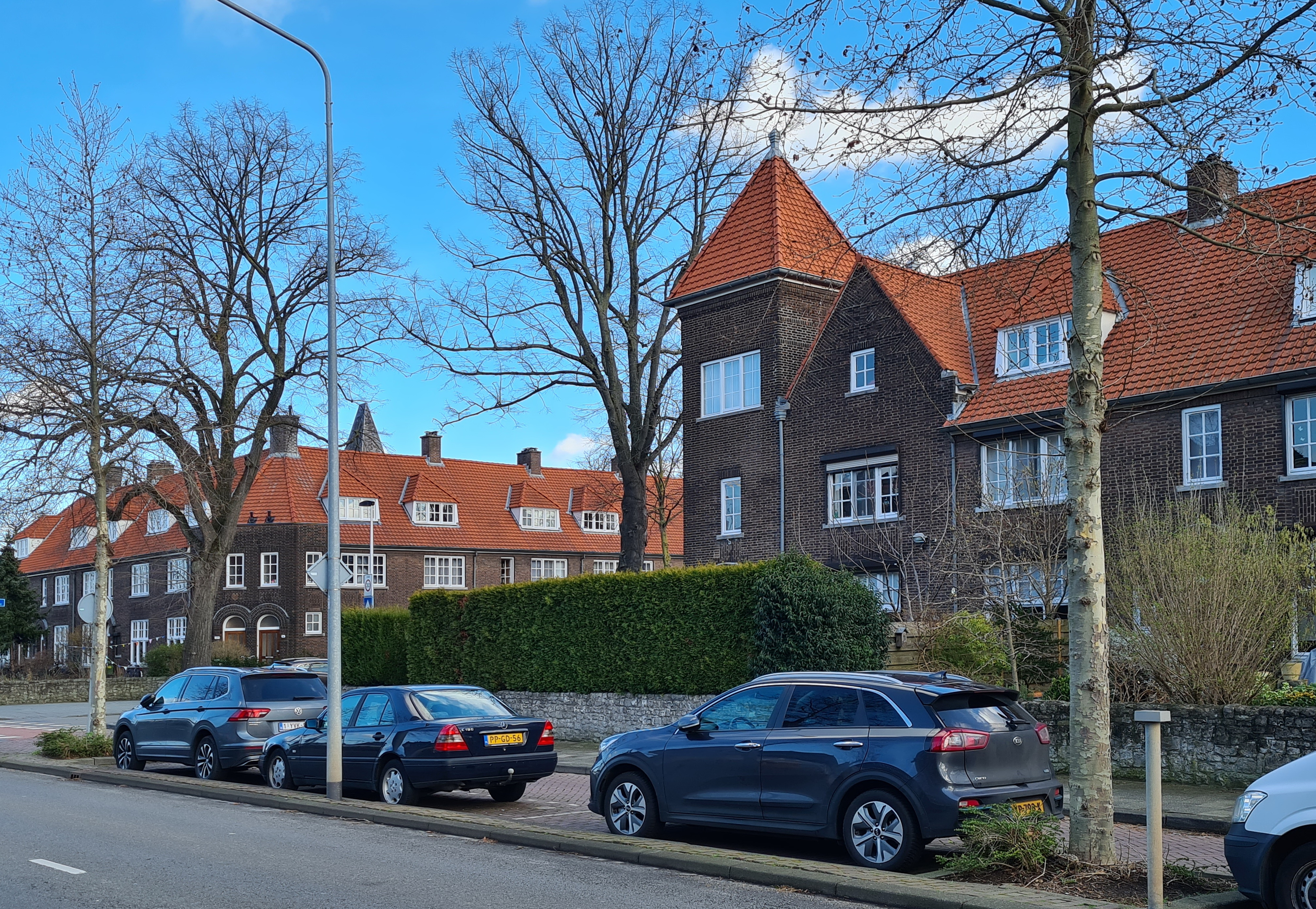
Ambtenarenwijkje
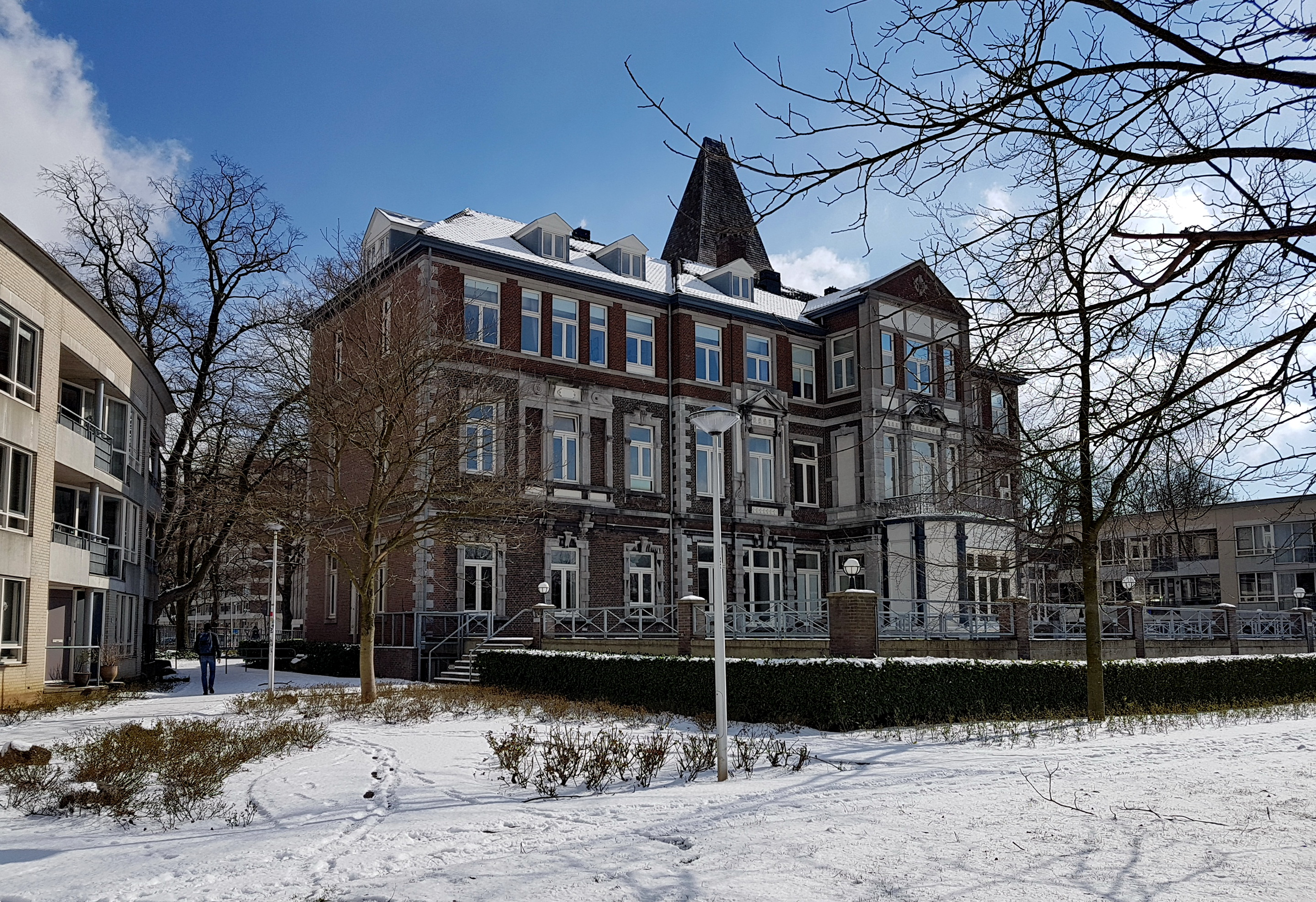
Villa Wyckerveld
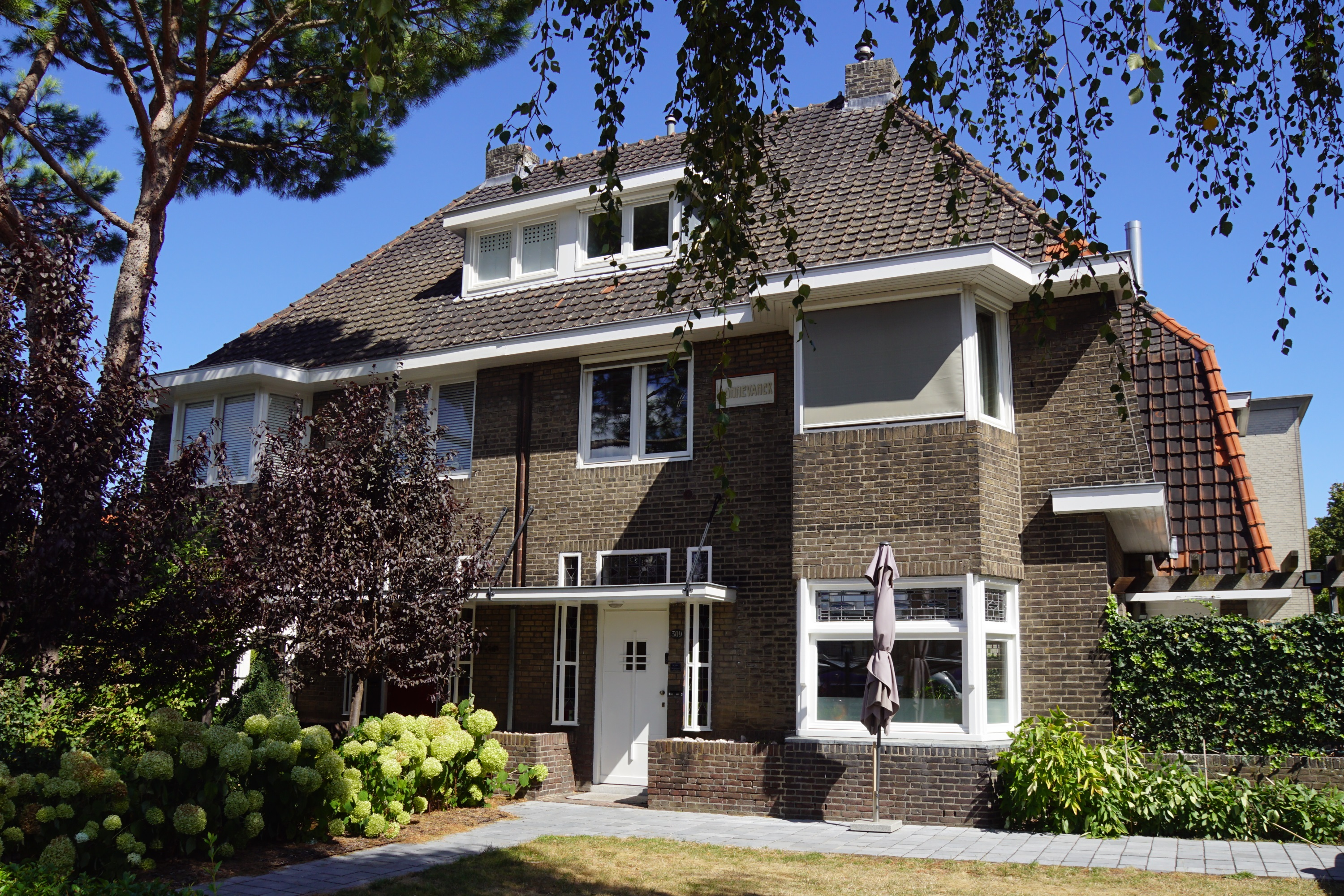
Meerssenerweg 307-309
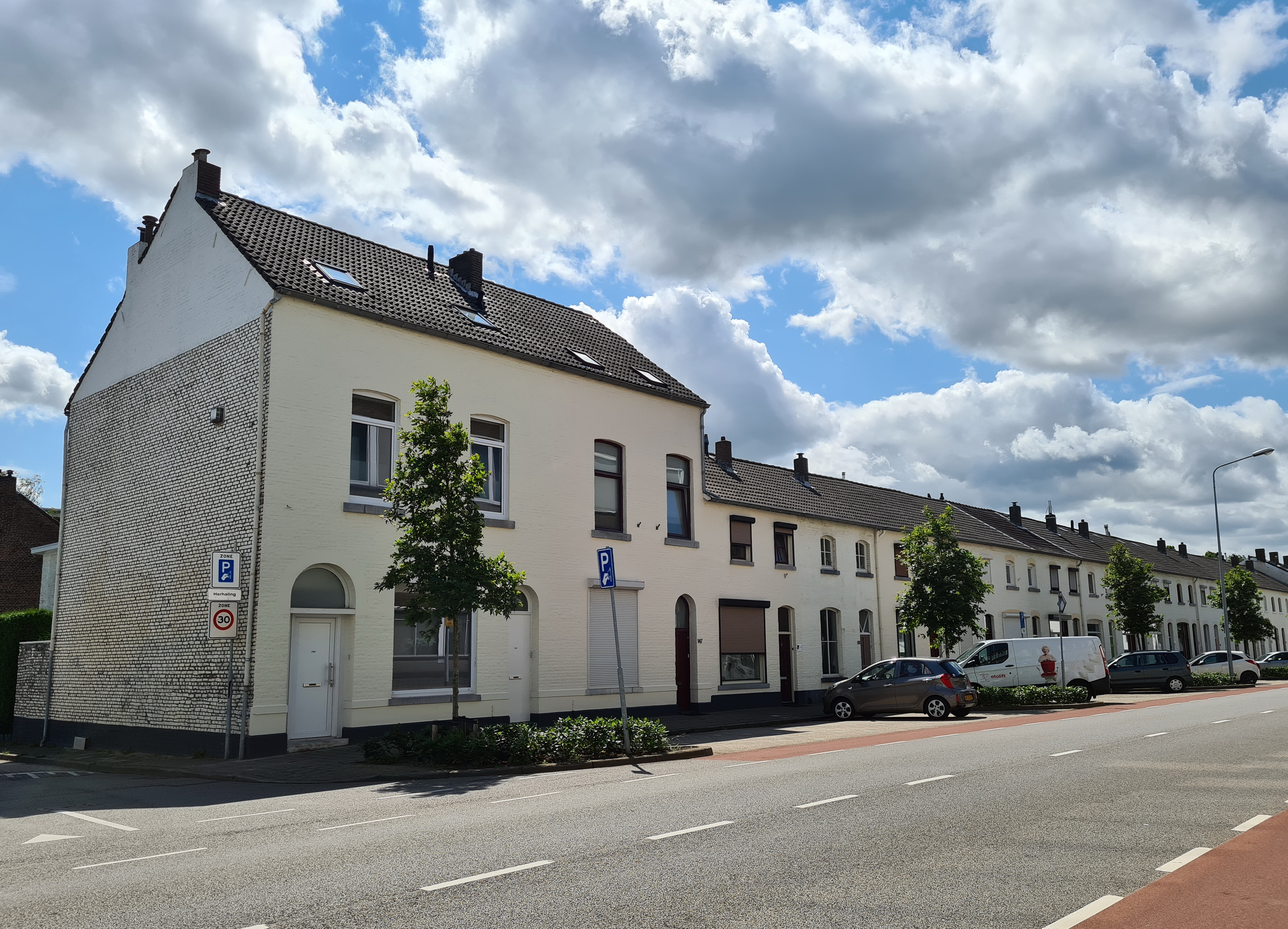
Arbeiderswoningen Mosa

### Nazareth
Op de hoek van de Balijestraat en de Meerssenerweg (nr. 166A) ligt een villa in eclectische stijl uit omstreeks 1909. De villa werd gebouwd voor het echtpaar Van Aubel-Dolmans en was tussen 1976 en 1991 in gebruik als abortuskliniek. De villa, een rijksmonument, heeft een L-vormige plattegrond met aan de noordzijde een uitgebouwde erker en een toren van drie etages. Aan de westzijde bevinden zich twee houten veranda's, waarvan er een zich vouwt om de zuidwestelijke hoek. De vrij brede voorgevel aan de Meerssenerweg is symmetrisch opgebouwd uit vijf vensterassen, waarvan de middelste de entree bevat. De gebogen glazen luifel, steunend op smeedijzeren consoles versierd met rozetten, is vervaardigd door de firma Dorman Long & Co uit het Engelse Middlesbrough. In het interieur zijn onder andere het trappenhuis, deurkozijnen, lambriseringen met houtsnijwerk, gestucte kooflijsten en plafondornamenten bewaard gebleven.

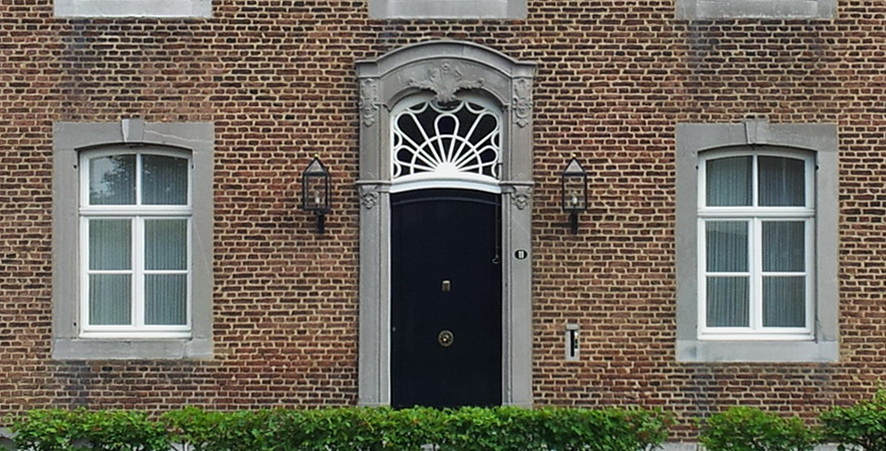
Detail woonhuis Meerssenerweg 11 (2014)

Meerssenerweg 11 is een monumentale herenhoeve uit de achttiende eeuw. Al in de vijftiende eeuw lag hier het landgoed "De hoge Swaen". Oorspronkelijk een vierkantshoeve (de oostvleugel is verdwenen) ligt het nu U-vormige complex om een binnenplaats. Het woonhuis heeft een brede, symmetrische voorgevel met segmentbogige vensteromlijstingen van Naamse steen. De centraal geplaatste entree heeft een gebeeldhouwde hardstenen deuromlijsting in régencestijl. De deur en het rijk gedetailleerde bovenlicht dateren uit de bouwtijd. De flankerende boerderijvleugels zijn iets teruggeplaatst. In de kopgevel van de schuur links bevindt zich een inrijpoort. Een tweede inrijpoort, deels omlijst met hardsteen, bevindt zich in een verbindingsstuk tussen het huis en de rechtervleugel.
Villa Kanjel dateert uit 1880, maar is van oorsprong een verbouwd hotel-restaurant, La Petite Suisse geheten, gebouwd in 1860. Het oorspronkelijke gebouw dateert uit de tijd van Petrus Regout, het nog bestaande uit de tijd van zijn oudste dochter, Mimi Weustenraad-Regout. Beide bouwwerken zijn waarschijnlijk ontworpen door de Akenaar Wilhelm Wickop. Het betreft een grote, wit gestucte villa met een vijf etages hoge toren. De serre aan de achterkant dateert uit 1951. De stucwerkornamenten in de vorm van frontons, lisenen en pilasters, voorzien van cannelures en bekroond met Korinthische kapitelen, geven het gebouw een ingetogen, neoclassicistische uitstraling. Dezelfde stijl is ook aanwezig in het interieur, dat nog redelijk intact is. Aan de noordzijde van de villa staat een koetshuis. Beide bouwwerken zijn rijksmonumenten, evenals de tuin, die anno 2023 in verwaarloosde staat verkeert.
Langs en over het villaterrein stroomt het beekje de Kanjel, dat de vijvers en kanalen van diverse landgoederen in de omgeving van water voorziet. Dit uitgebreide waternetwerk, dat zich aan beide kanten van de Meerssenerweg uitstrekt, is een gemeentelijk monument.

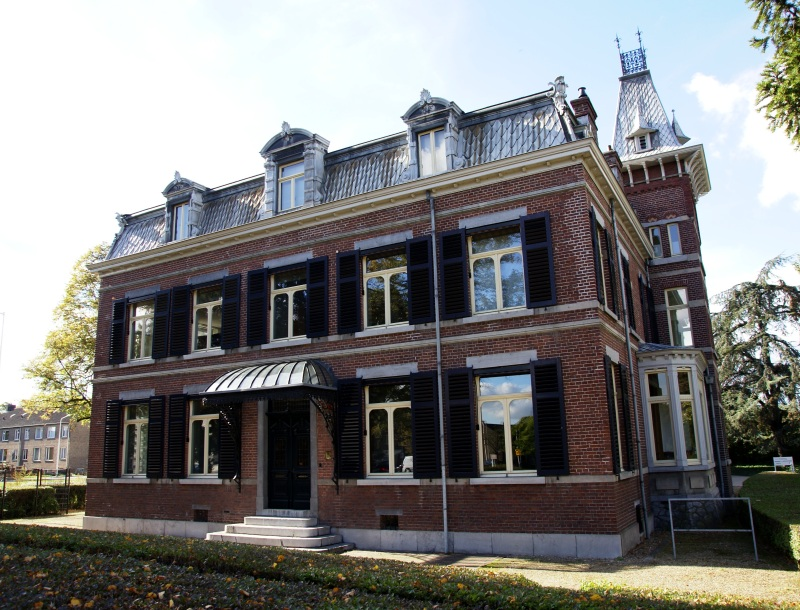
Meerssenerweg 166A
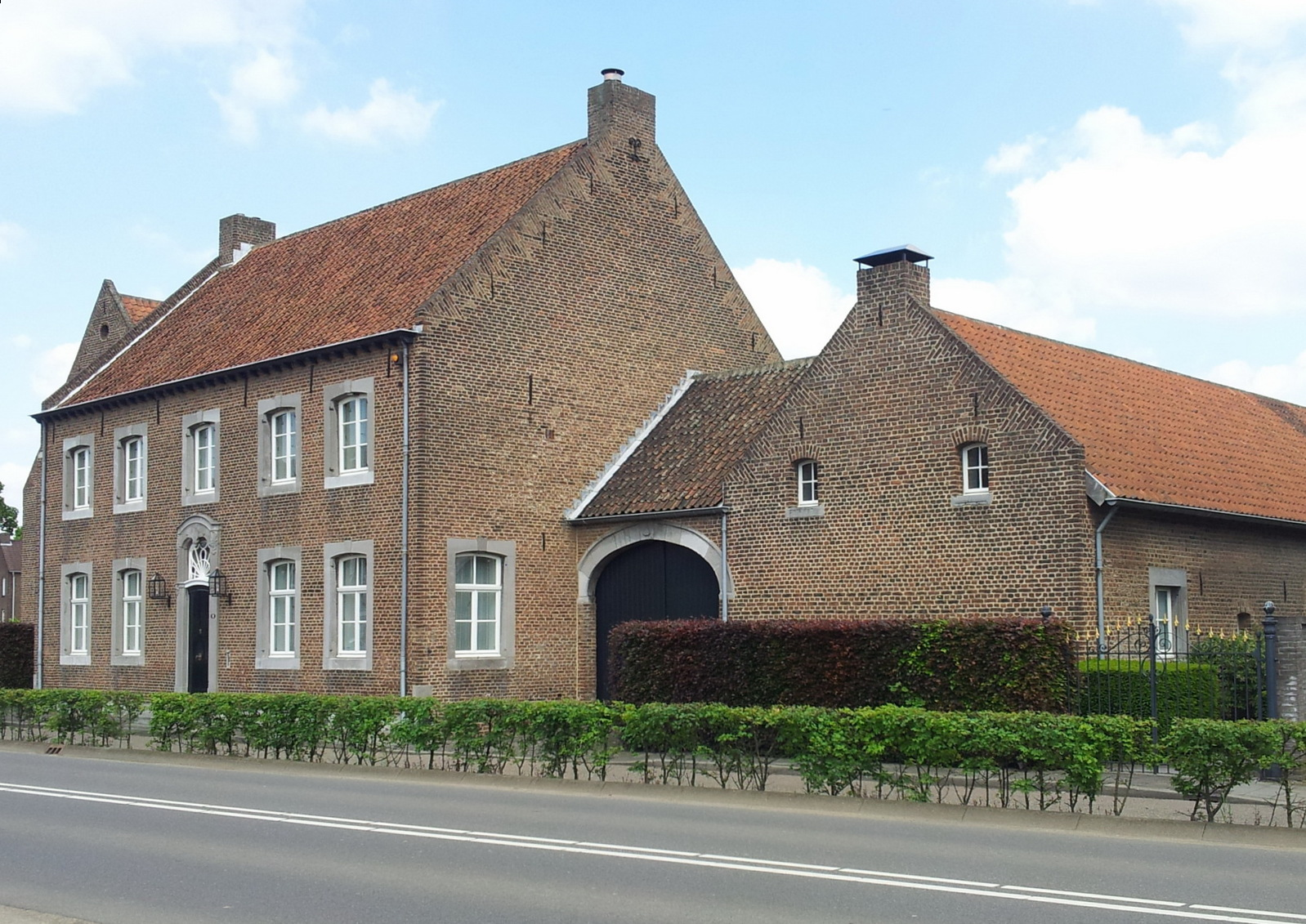
Meerssenerweg 11
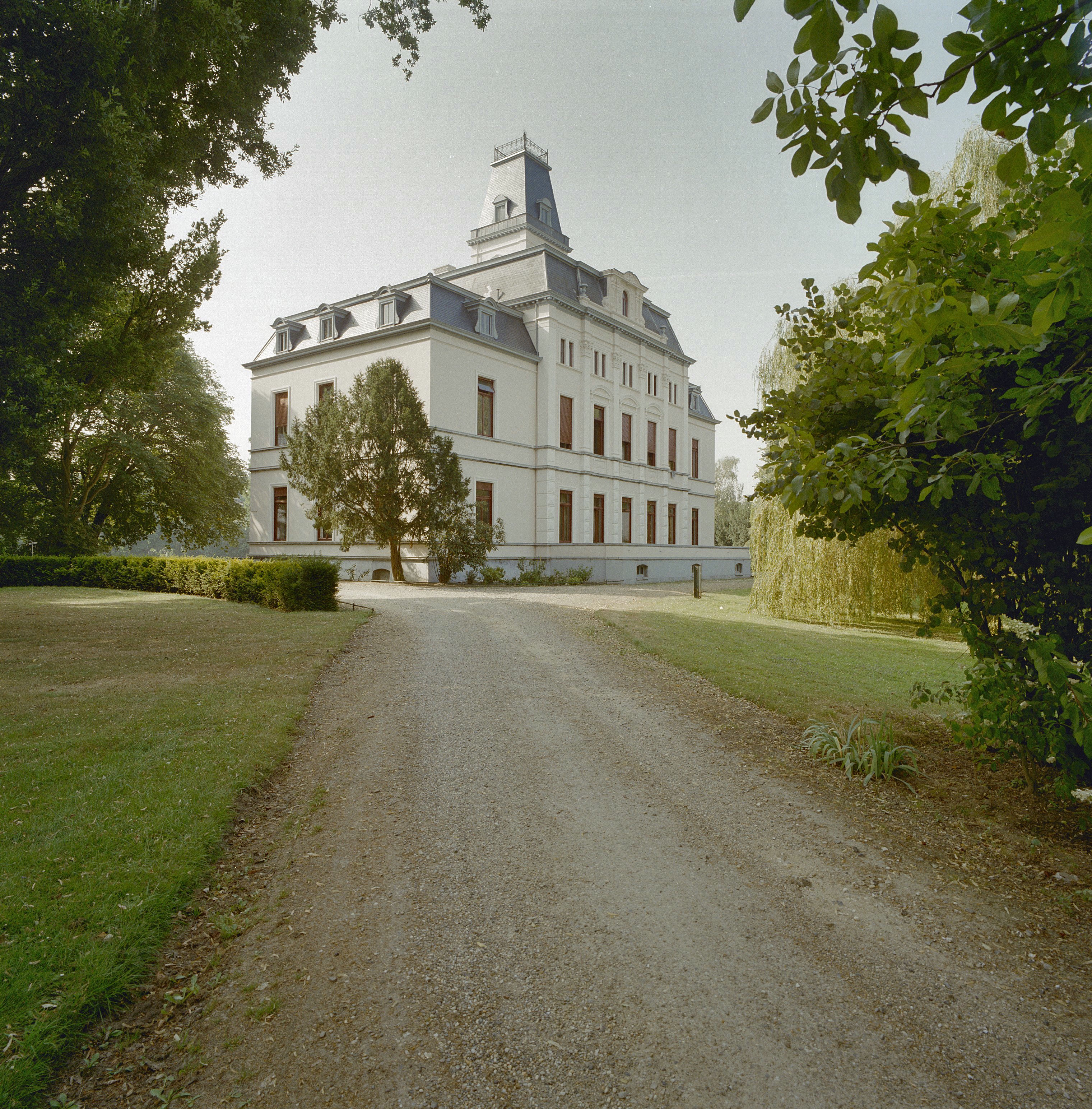
Villa Kanjel
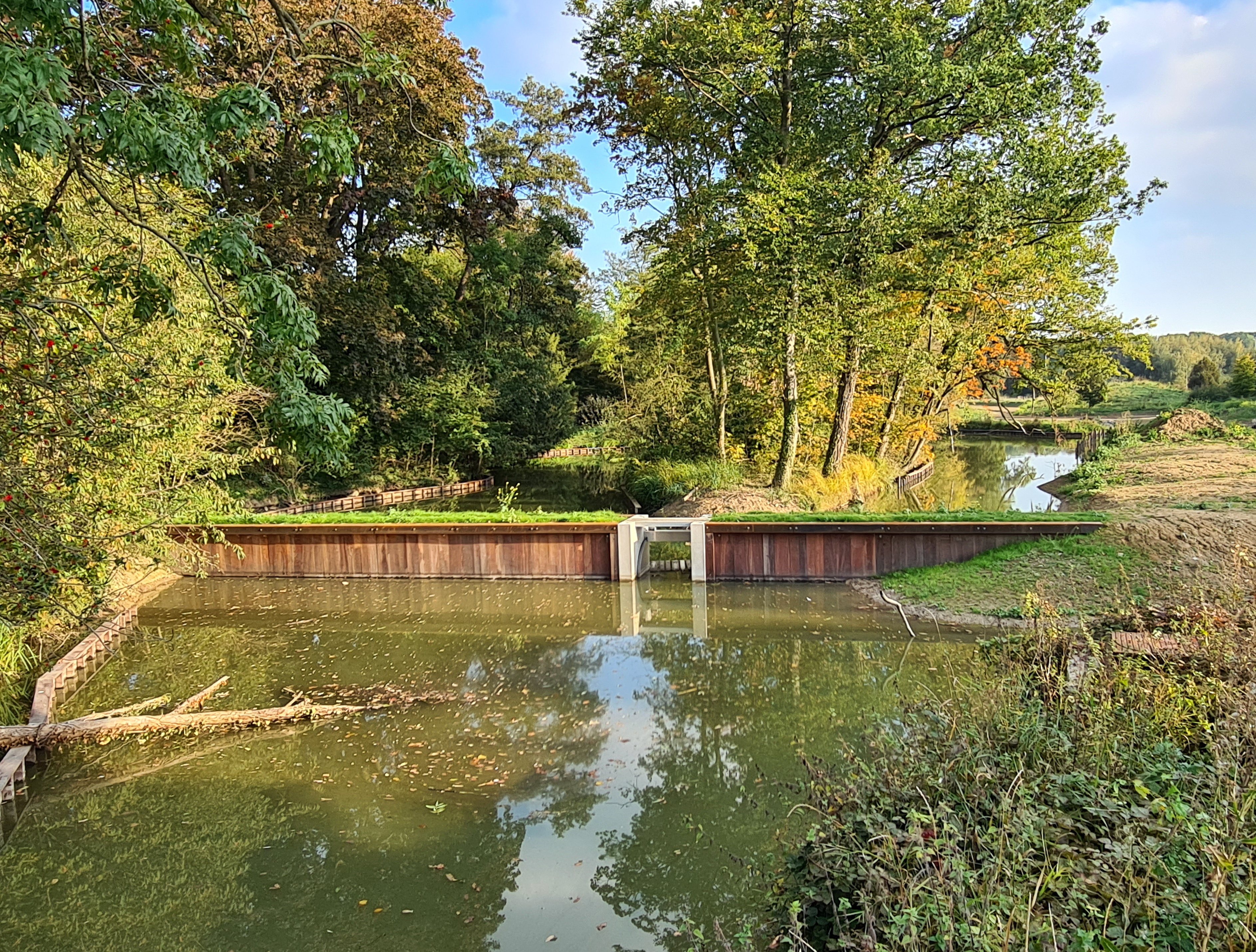
De Kanjel bij Villa Kanjel